# エンフィールド銃
エンフィールド銃（エンフィールドじゅう、Enfield Rifle Musket）とは、イギリスのエンフィールド造兵廠で開発されたパーカッションロック式の前装式小銃（施条銃）である。弾丸は、初期にガス圧で拡張するプリチェット弾、後期にプラグを使って拡張するエンフィールド弾を使用したので、ミニエー銃ではなくライフルマスケットに分類される。1853年から1871年までイギリス軍の制式小銃として使用され、４つのバージョンが存在するほか、銃身長の異なるタイプ（2バンド・3バンド）が製造された。この記事では、1853年型の解説を行う。
1866年以降は一体型の実包を使うスナイダー・エンフィールド（Snider-Enfield）への改造が進められた。日本では幕末の1864年頃から輸入されるようになり、戊辰戦争でもっとも多く使用された。明治時代初期の日本陸軍はこの銃で装備され、西南戦争頃まで使用された。日本での俗称は「エンピール銃」、「鳥羽」、「ミニエー」などで、外国での俗称は「エンフィールド・ライフル」、「エンフィールド・プリチェット・ライフル」、「ロング・エンフィールド・ライフル」などであった。

## 歴史

### 小口径ライフルの登場と、1852年のトライアル
1849年にフランスでクロード＝エティエンヌ・ミニエーによってミニエー弾が発明されると、徐々に欧米各国でミニエー銃や、ライフルマスケットの生産が始まった。イギリスは1851年に、フランス、ベルギー製ミニエー銃のコピーである.702口径の1851年式ライフルマスケットを採用するが、1852年代初頭では、ヨーロッパの基準からしてそれは既に旧式であった。
そして、小口径の弾丸が大口径弾に比べて、より速い初速や、より低い弾道、より高い精度などを出すことが判明していた。そのため、1852年の初めに、より軽量で効果的な軍用銃器の開発のため、当時の兵器総監（英:Master-General of the Ordnance）がイギリス内の著名なガンメーカーを招待してトライアルを行った。また、兵器総監は、イギリスの小火器委員会に、ミニエー弾の鉄製カップに起こる面倒事を無くす方法を探すように指示した。
トライアルに参加した7丁の銃の内、5丁は有名なガンメーカーが作成し、提出させたもので、6丁目はエンフィールド造兵廠で作られた.635口径の銃身を持つ1851年式ライフルマスケット、7丁目は通常の1851年式ライフルマスケットだった。そしてこのトライアルを通して、それぞれのガンメーカーが自身の銃に調整を加えていくが、それを行うのに長い時間を費やしていたので、小火器委員会には独自で研究をする時間があった。小火器委員会は、自分達の研究と、トライアルに参加したそれぞれのガンメーカーの独創的なアイデアを組みあわせ、1852年8月にエンフィールド造兵廠で2丁のライフルマスケットを完成させた。スペックは以下の表の通りである。
| 項目                       | 内容                              | 備考 |
| -------------------------- | --------------------------------- | --- |
| 重量                       | 銃剣付きで約4.1kg                 | 1851年式ライフルマスケット（銃剣付きで約4.7キロ）より12%軽かった。                                                                                           |
| 口径                       | .577口径（約14.7mm）              | |
| 銃身長                     | 39インチ（約99.1cm）              | |
| 銃身の重量                 | 約2kg                             | |
| ライフリング本数・ねじれ率 | 3条、1:78インチのねじれ           | |
| ロック構造                 | スイベル式                        | |
| バンド                     | 3つのバンドで銃身を固定している。 | |
| 照準器                     | リーフ式照門、ラダー式照門の2種   | 一丁目に、100、200ヤードに調整可能な持ち上げ式リーフ照門、2丁目には800ヤードまで細かい調整が可能なウェストリーリチャーズ特許のラダー式照門が搭載されている。 |

この銃は、トライアルのレポートでは「新型エンフィールド銃（英:THE NEW ENFIELD MUSQUET）」と呼ばれていた。

### プリチェット弾の開発と採用

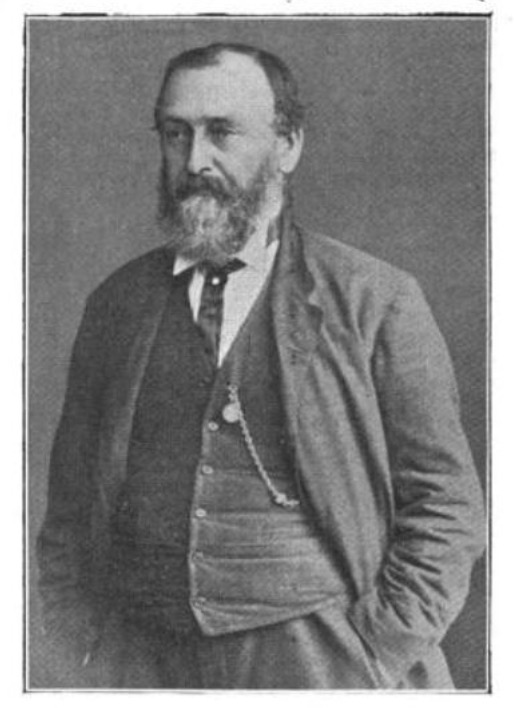
ウィリアム・エリス・メトフォード（英:William Ellis Metford）

1852年、後にリー・メトフォードのライフリングを開発することになる技術者、ウィリアム・エリス・メトフォード（英:William Ellis Metford）は、長距離（1200ヤード）におけるライフル射撃について研究しており、彼は1852年半ばから長距離射撃用の弾丸の性能に不満を抱いていた。鉄製カップが挿入されているミニエー弾のような、2つのパーツで構成された弾丸は、メトフォードにとっては簡単な問題を複雑な方法で解決しているようなものだった。
そして彼は、自身のアイデアである「完璧なライフルマスケット弾」の構想を練り始める。メトフォードのアイデアは、火薬の燃焼で発生するガスの圧力によって、慣性と物理の法則で拡張する弾底部に浅い空洞をもつ弾丸であった。

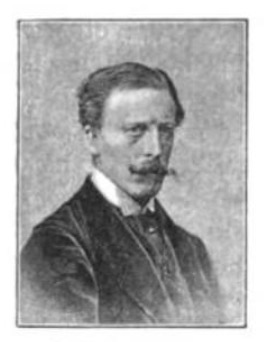
ロバート・テイラー・プリチェット（英:Robert Taylor Pritchett）

1852年の（おそらく）春か夏に、メトフォードがプリチェット&サン（Pritchett & son）を経営するガンメーカーであるロバート・テイラー・プリチェット（英:Robert Taylor Pritchett）と出会うと、二人は新型弾丸のコンセプトについて考え始める。メトフォードは、弾丸のアイデアを、プリチェットは試作銃を生産可能な銃火器工場や、弾丸を作れる弾鋳型を持っていた。
そうしてプリチェットは、メトフォードのアイデアである「ミニエー弾のような深い空洞ではなく、浅い空洞を弾底部に持つ椎の実型の弾丸」を元に新型弾丸の開発を始め、「プリチェット弾（英:Pritchett bullet）」を開発する。このプリチェット弾はミニエー弾と違って浅い空洞があり、これは弾丸の後端を前部より軽くして重心を前方に移すためにある。

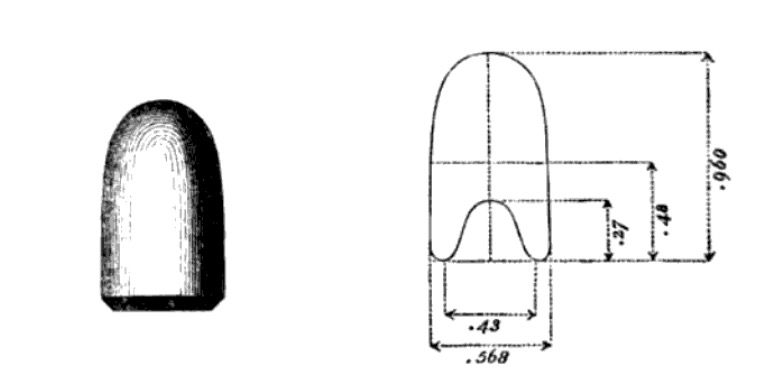
1852年に委員会に提出されたプリチェット弾のイラストと断面図。弾丸の口径は.568口径で、弾底部には浅い空洞がある。

プリチェット弾の拡張構造は、火薬の燃焼によって起こるガス圧が弾丸の先端部分の慣性が乗り切る前に、この軽い弾丸後端部分の空洞を重い弾丸前部へとわずかに押し付け、弾丸を押し潰すようにして弾丸の円筒形部分全体、特に肩の部分を半径方向へと拡張、そしてライフリングに吻合させるというものであった。これによってガスの圧力で最大0.003-4インチまで拡張し、銃身内にスキマを残さなかった。そして弾丸は非常にバランスが取れていたため、長距離射撃において高い精度を発揮した。
プリチェットはプリチェット弾への調整を始めると、銃火器の専門家や銃の娯楽サークルの間でプリチェット弾の噂が広まり、1852年半ばには小火器委員会の耳にも入った。そして同時期に、プリチェットも有名なガンメーカー達が参加しているトライアルの存在を知る。
小火器委員会が射撃トライアルを終え、1852年8月に2丁のプロトタイプのエンフィールド銃を作ると、プリチェットは.577口径の銃身に対応し軍用弾薬包で使用可能なプリチェット弾を製造するように依頼された。プリチェットは、重量520グレイン（約33.7グラム）、高さ.960インチ（約2.4センチ）、口径568口径（約1.4センチ）のプリチェット弾を委員会に提出した。弾丸は全長の三分の一の深さがある浅い弾底部（ミニエー弾や、デルヴィーニュ弾は三分の二）が在り、弾側面に溝（タミシエ・グルーヴ）がないため、紙製弾薬包（紙パッチ）で使用可能だった。
1852年の12月2日、プリチェット弾はエンフィールドにて、プロトタイプのエンフィールド銃から初めて射撃された。この射撃の時に使われた弾薬包は、61.5グレイン（約4グラム）のF.G.パウダーが入っており、これは1851年式ライフルマスケットの弾薬包内の火薬より10％少なかった。レポートによると結果は、「800ヤード先（約732メートル）の12×12フィートの四角いターゲットに、20発中19発命中し、縦10フィート（3.05メートル）、横5フィート（1.52メートル）の弾痕グループを作った」というもので、プリチェット弾はこれまで試されたものより性能が良いことが分かった。1852年当時では、プリチェット弾のこの射撃性能は驚異的なものであった。
この時、小火器委員会はマスケット銃の古い装填方法を破棄する準備ができておらず、新たな弾薬包を作った。この弾薬包は、弾丸が弾薬包の先端にあり火薬は底部にあるもので、滑腔銃身のマスケット銃の弾薬包と似たような構造、装填方式をもった。この弾薬包の構造によって、新型エンフィールド銃が滑腔銃身のマスケット銃と同じように装填できることを望んだ。しかしレポートによると、射撃性能は許容範囲内であったが、銃身がすぐにファウリングを起こしたことが分かった。これは弾薬包紙ではなく、弾丸にグリースを塗ったことが原因で、これにより発砲時に弾丸が黒く焦げ、チェンバーから2インチ（5cm）ほど銃身を汚してしまった。これに比べてフランスで発明された新型弾薬包は、弾丸ではなく弾丸を包む弾薬包紙がグリースに漬けられているので、毎発砲時に必ず銃身のファウリングを防いだ。

エンフィールド銃の弾薬包の断面図と、弾薬包の構成する三つの紙。火薬を包む内側の弾薬包紙（青と緑）と、それらを包む外側の弾薬包紙（赤）で構成されている。

結局、小火器委員会が作成した弾薬包は性能が良くなかったので、委員会はこのフランスで発明された新型弾薬包の構造を踏襲したものをエンフィールド銃の弾薬包として採用した（以降、エンフィールド銃に使用された弾薬包を「エンフィールド弾丸包」と呼ぶ）。初期のエンフィールド弾薬包は、1851年式ライフルマスケット用の弾薬包と全く同じデザインだった。装填方法は
1. 弾薬包の先端を口で破り、火薬を銃口内へと流し込む。
2. 次に弾薬包を反転し、弾丸が内蔵されている部分を銃口へ嵌める。
3. そして不要となった火薬内蔵部分の紙を手でちぎり取って捨て、ラムロッドで弾丸を銃身の底まで押し込む。

というものだった。
この初期の弾薬包は、.568口径のプリチェット弾を包んだ時に弾丸の直径が.576インチになり、これはエンフィールド銃の.577口径の銃身と0.001インチしか差がないことから、銃口にキツく嵌った。そのため弾薬包はどのような種類の紙を使用しても、厚さが0.009インチ以上大きくならないように製造された。そして弾薬包は弾丸が内蔵されている部分までが獣脂と蜜蝋が6:1の割合で配合されたグリースに漬けられており、これはファウリング防止に非常に役立った。
エンフィールド弾丸包で使用した時のプリチェット弾の性能は非常に良く、王立兵器廠の機械工であったスコットランド人、ジョン・アンダーソン によって製造されたアンダーソン弾丸製造機で簡単に圧縮製造（英:Swaging） ができたので、小火器委員会はプリチェット弾の性能にとても満足した。プリチェット弾は前装式ライフルの問題を全て解決した弾丸だった。
1852年12月31日、小火器委員会は「.577口径の銃身と、.568口径のプリチェット弾を推薦する」という内容の最終レポートを提出した。これを最後にプリチェットはエンフィールド銃の弾丸に関する開発、改良を終了し、グレートブリテン及び北アイルランド連合王国議会から1,000ポンド（日本円にして約2,700万円）を支払われた。しかしこの時のレポートには、どのようなライフリングをエンフィールド銃に採用するかが書かれていなかった。

### ライフリング決定のトライアルと、照準器の完成、弾薬包への変更
これまでエンフィールド銃は1:78のねじれをもつ3条のライフリングを持っていたが、エンフィールド銃に使われるライフリングを正式に決定できていなかった。

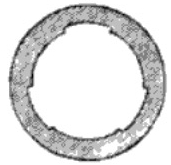
エンフィールド銃の三条ライフリングのイラスト。ライフリングのねじれは一回転で78インチである。

そのためかつて1852年のトライアルに参加した、チャールズ・ランカスター（英:Charles William Lancaster） が発明したランカスターの楕円形銃身、ジェームズ・ウィルキンソンが発明したウィルキンソンの5条のライフリング、そしてエンフィールド銃の3条のライフリングを比べるため、1853年6月2日に小火器委員会の副委員会により最初のトライアルが行われた。

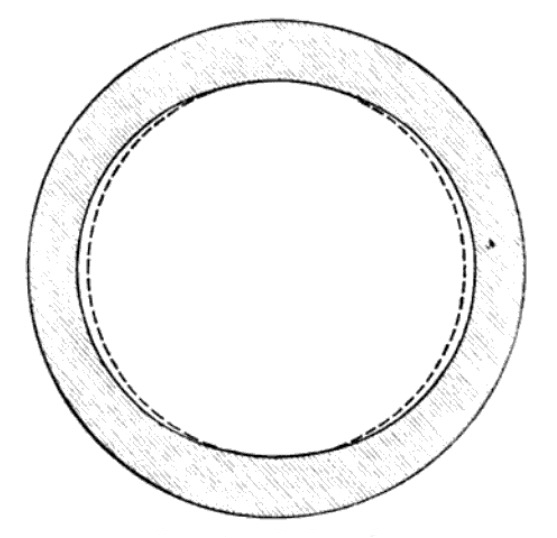
ランカスター楕円形ライフリングのイラスト。エンフィールド銃のライフリングに比べてねじれがより速いため、より高精度であった。

ランカスター楕円形銃身は他のライフリングを持つ銃よりも射撃性能が良く、200ヤード（約183メートル）の距離でターゲットに全弾痕を18インチのグループ（0.46メートル）に留めた。ランカスター楕円形銃身とエンフィールドの3条のライフリングは、530グレインのプリチェット弾で射撃をしていたが、ウィルキンソンは独自の弾丸を使用した。しかしウィルキンソンの5条のライフリングが最も悪く、200ヤード先の同サイズのターゲットにほぼ命中しなかった。
次に、500ヤード（約457メートル）先の6×6フィートのターゲットで射撃を行った結果、ランカスターの楕円形銃身は弾痕を4フィートのグループに抑えたが、エンフィールドの3条のライフリングは同じ距離で75%しか命中しなかった。
8月4日に2回目のトライアルが実施され、レポートにまとめられた。最大800ヤードまでの射撃を行なった結果、ランカスター楕円形銃身が最も良かった。しかし、ランカスター楕円形銃身に二つの異議があった。一つ目は楕円形銃身のスパイラルを作ることが困難であること、二つ目は銃口よりわずかに大きいチェンバー部分のレリーフにより、装填された弾丸が発射時に前方に移動し弾丸と火薬の間にエアギャップが残る可能性があり、このギャップにより銃を発射したときに圧力が上昇し骨盤位が破裂する可能性があることだった。一つ目の異議は、製造が困難というデメリットよりも非常に高い精度というメリットの方が大きかったので、何かが変更されることはなかった。二つ目に関しては、ランカスターが銃身内の弾丸と火薬の間にエアギャップをつくり発砲するという実験を行わせたところ、破裂や銃身損傷が起こることはなかったため全く問題ではなかった。
小火器委員会は1853年8月29日にウーリッジで追加のトライアルを行い、ランカスター楕円形銃身と、エンフィールド製の楕円形銃身で300ヤード（約274メートル）からの射撃を行った。このテストでは、ランカスター楕円形銃身から発射された20発の弾丸が全てターゲットに命中し、26インチ（0.66メートル）の弾痕のグループを作ったため、ランカスターの楕円形銃身の射撃精度の高さが再び示さた。すなわちこのトライアルで、ランカスターの楕円形銃身はエンフィールドの3条のライフリングだけでなく、エンフィールド製の楕円形銃身よりも優れていることが証明された。
1853年の9月15日に、最後のトライアルが実施された。これらのテストではランカスター楕円形銃身と、エンフィールド製楕円形銃身が300ヤード先の6×6フィートのターゲットに100発射撃された。ランカスター楕円形銃身は100発中99発命中し、エンフィールド製楕円形銃身は32発しか命中しなかった。しかし1853年9月20日、副委員会はエンフィールド銃のライフリング決定に関して用心深かったので、まだ採用するライフリングを決めれなかった。
そのため1853年10月17日に、エンフィールド銃に採用するライフリングを選択することを目的に、ハイスで新たなトライアルを開始し、エンフィールド製楕円形銃身とランカスターの楕円形銃身を600ヤード（約549メートル）から射撃した。このトライアルでも、ランカスター楕円形銃身の高精度が発揮された。しかし、レポートから、エンフィールド製楕円形銃身がかなりの発砲後に摩耗する傾向が見られた。1853年10月18日から27日まで行われた別のトライアルで、ランカスター楕円形銃身の性能が良くなかったこともあり、ランカスター楕円形銃身にも摩耗する傾向が見られると考えられた。そのため、エンフィールド銃には3条のライフリングが採用された。実際400ヤード（約366メートル）での射撃において、ランカスターの楕円形銃身は1851年式ライフルマスケットやエンフィールド銃の三条のライフリングより高精度だったが、ライフリングが摩耗する場合が記録された。
1853年11月下旬、「大量製造した場合に、ランカスター楕円形銃身が摩耗を防げるかが、まだ不確かである」という意見と、「ランカスター楕円形銃身より摩耗が少ないライフルはない」という意見の2つが生まれたため、1853年11月26日に3条のライフリングとランカスター楕円形銃身を比較する新たなトライアルを実施した。このトライアルで、ランカスター楕円形銃身に徐々に多く剥がれる傾向が見られた。
1854年の1月4日の最終レポートでは、ランカスター楕円形銃身が剥がれる原因が不明であることが報告された。そのため新たなトライアルが行われた。このトライアルでは、ランカスター楕円形銃身と3条のライフリングとが1000発の射撃を行った。前回のトライアルと同じく、ランカスター楕円形銃身は徐々に多く摩耗する傾向が見られた。そのため、副委員会と親委員会は、1854年1月下旬、3条のライフリングをエンフィールド銃に使用することに納得した。1854年2月7日に、ランカスター楕円形銃身の失敗の原因であるライフリングの摩耗を解決するため、最後のトライアルを行なった。このトライアルでは、20丁のランカスター楕円形銃身銃が使われたが、結局、問題を解決できなかった。
かつて1852年8月にプロトタイプが製造されてから、エンフィールド銃の照準器は、持ち上げ式のリーフ照門か、ラダー式照門かのどちらにするかが決定できていなかった。ウェストリー・リチャーズによって提案された照準器が小火器委員会に試され、失敗した後ランカスターの照準器のデザインが提案され、数ヶ月後に採用された。この照準器には二つの特徴があり、一つ目は照準器を前方向と後ろ方向に折り畳めること、二つ目は段階型ランプが照準器の両側面にあることで、300ヤード先まで簡単に照準の調整を行えることであった。ウィルキンソンなどの他のいくつかの照準器も試されたが、ランカスターの照準器より優れてはいなかった。1853年12月、エンフィールド銃用の照準器は、両側面にあるランプが照準器を立てずに400ヤードまで照準を調整することが可能な3段階のものへと大型化されたが、ランプの大型化によって照準器の製造によりコストが掛かってしまうのではないかと思われた。しかし小火器委員会は、このランプは照準器を畳み込んだ際に照準器を保護してくれることが判明したため、1854年8月にこのラダー式照門がエンフィールド銃の照準器として採用された。エンフィールド銃のラダー式照門は、照準器を立てずに400ヤードまで照準を調整することが可能で、照準を立てれば最大900ヤード先（約823メートル）まで調整することができた。
エンフィールド銃の照準器には4つの型が存在しており、一型は照準器のランプの部分が丸まっており、二型以降はランプが直角になった。三型は二型とほぼ同じであり、 1859年4月5日に正式採用されリーフ下部に450ヤード用のV字型の溝があることだけが特徴である。 四型については後述する。

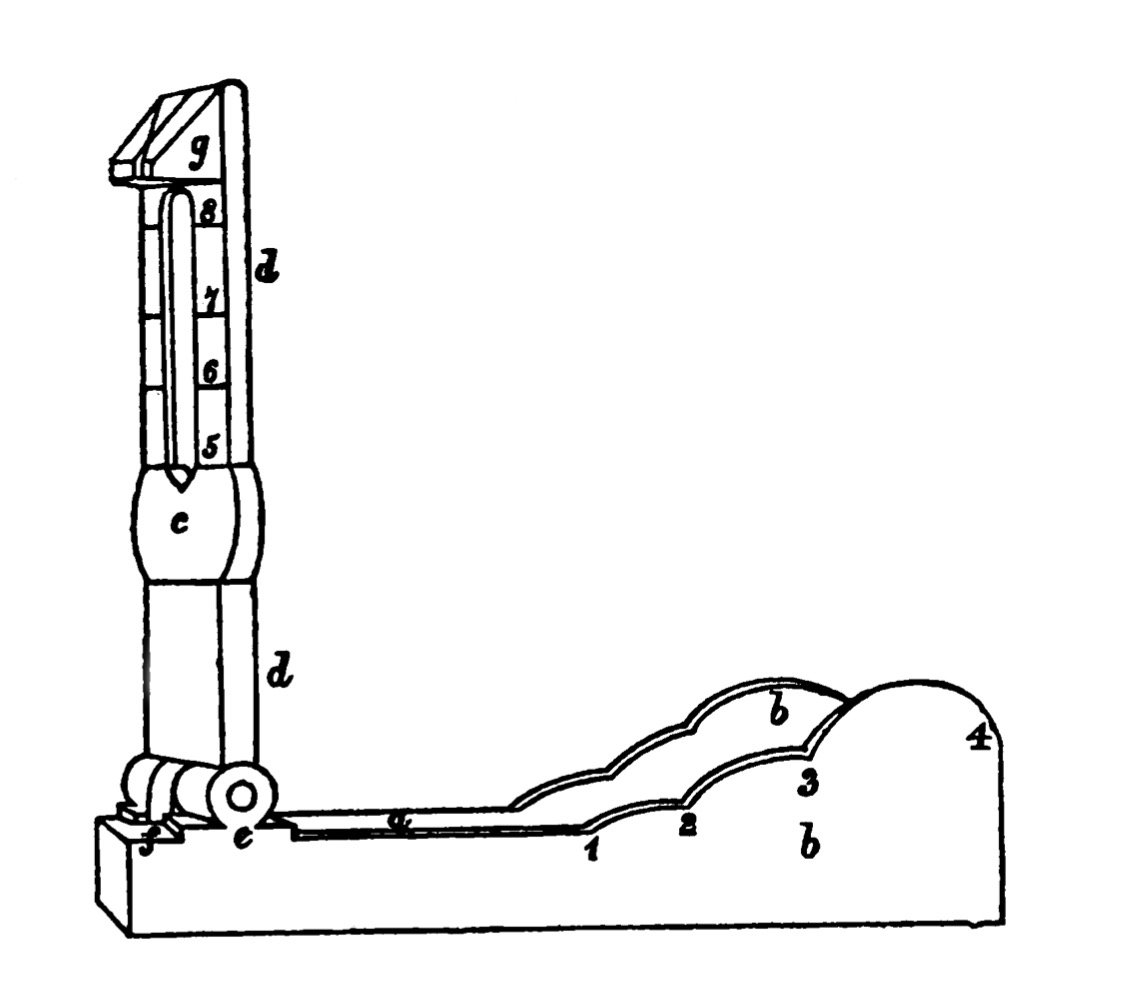
エンフィールド銃の照準器のイラスト（二型）。両側面に三段階のランプがついており、照準器は最大900ヤードまで照準することができた。

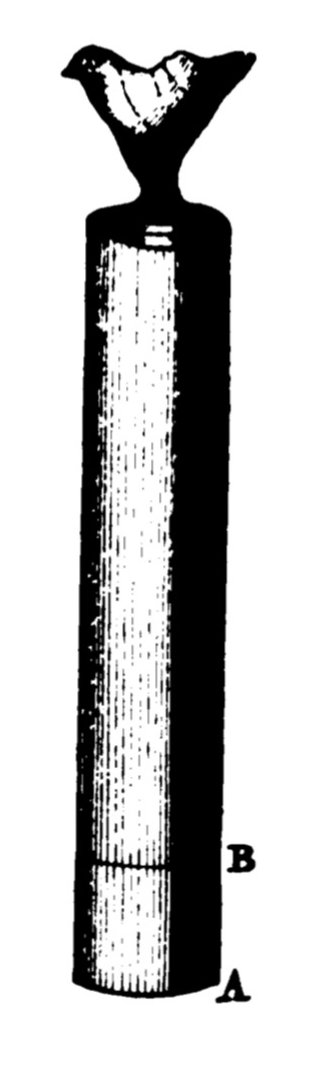
初期のエンフィールド弾薬包のイラスト。弾薬包上部は捻られている。画像の「A」から「B」までがグリースに漬けられている。

そして、圧縮製造（英:Swaging）されるプリチェット弾の重量が、520グレイン（約33.7グラム）の鋳造弾より10グレインほど増えて530グレイン（約34グラム）になったことにより、弾薬包内にある61.5グレインの火薬ではエンフィールド銃の長距離射撃は台無しになり、狂ってしまった弾道が製造された照準器と合わなくなるため、1853年8月9日に弾薬包をより長くし内蔵する火薬の量を61.5グレインから68グレイン（約4.41グラム）まで増やした。これにより弾道は正常に戻り、製造される照準器と合わさった。

### クリミア戦争への投入と、露呈した問題
1853年頃、ロイヤル・スモール・アームズ・ファクトリーは迅速かつ大量にエンフィールド銃を生産できなかったため、バーミンガムの請負業者に22,500のエンフィールド銃を生産するように注文した。しかし、一週間周期で1000丁のエンフィールド銃を作るよう依頼されたものの、請負業者は一週間周期で400丁しか生産しなかったため、契約をした1854年の2月21日から一年以上経った1855年の3月の終わり頃に全てのエンフィールド銃の搬送が終了した。その結果、アラマの戦い、バラクラヴァの戦い、インカーマンの戦い、セヴァストポリ包囲戦など、クリミア戦争中の戦いで大きく活躍することはなかった。

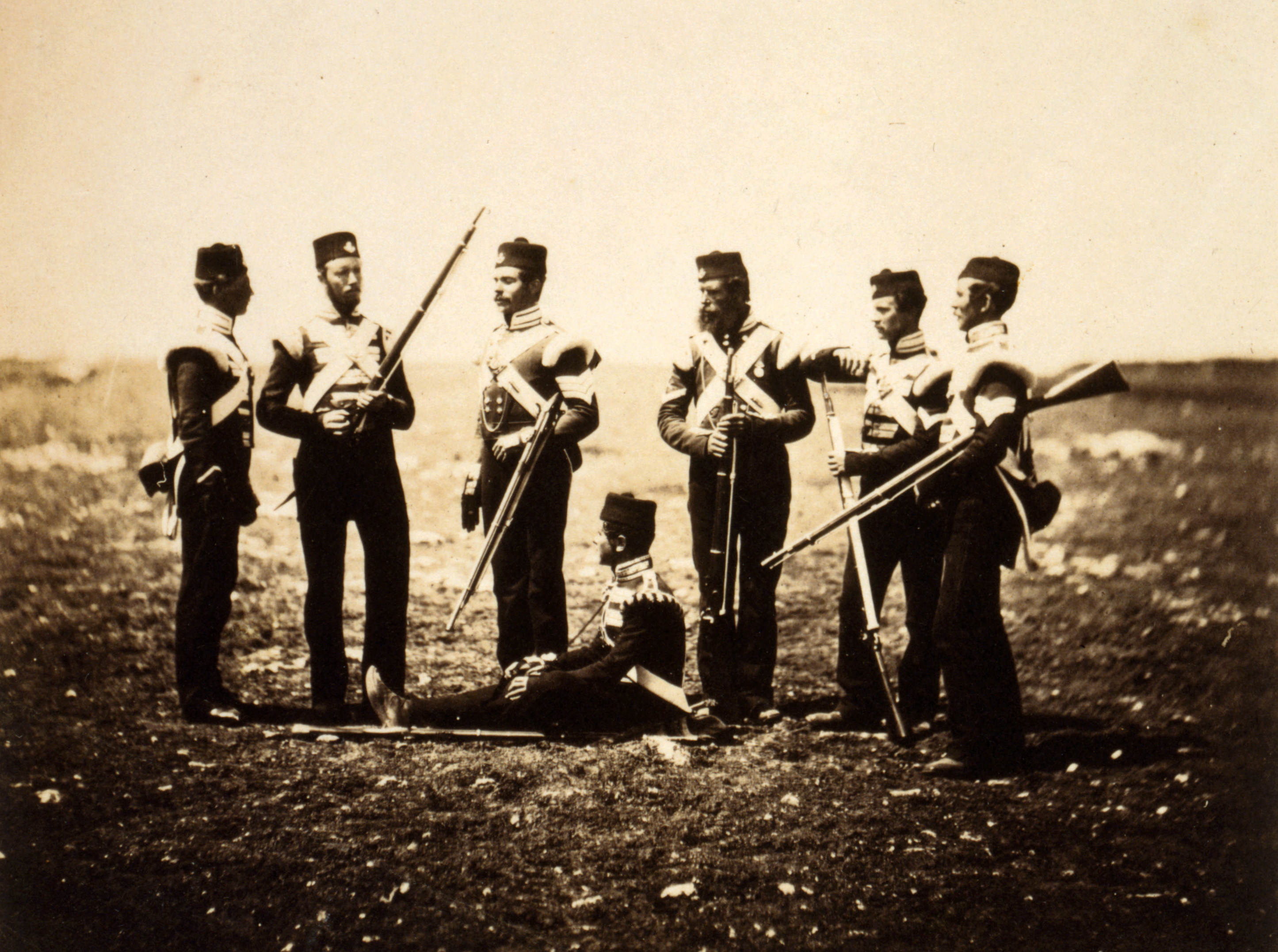
第68歩兵連隊の兵士たちの写真（1855年）。兵士たちは全員エンフィールド銃を持っている。

そして、鉱山から弾丸の原料である鉛を採掘して弾丸に加工し弾薬包に内蔵するまでの過程と、弾薬包を帆船や蒸気船でロンドンのテムズ川からクリミア半島のバラクラヴァまで輸送するのに多くの時間がかかったことや、1854年から1855年までの冬の間クリミア戦争の道は泥だらけになっており、弾薬包を運べる動物は泥に沈んで死亡してしまったため兵士に弾薬包を運ばせたことから、エンフィールド弾薬包はクリミア半島に届くまでに長い時間がかかった。
1854年から1855年の間の極寒の冬の後、エンフィールド銃は迅速にクリミア戦争の戦地であるクリミア半島に届けられた。最初は第一大隊ライフル連隊（英:1st battalion rifle brigade）が、1855年の2月24日にバラクラヴァで1851年式ライフルマスケットからエンフィールド銃に交換した。同年の夏には通常の歩兵連隊がエンフィールド銃を装備するが、すぐに戦闘に送られたためエンフィールド銃の扱い方をあまり訓練できなかった。
そしてこのクリミア戦争で、エンフィールド銃に二つの問題が露呈した。
一つ目は弾薬包に起こった問題であった。兵士には60発の弾薬包が与えられ、50発は胴乱に、10発は兵士のベルトに装着されているポーチに入れられた。そのため、銃の装填時にポーチから弾薬包を取り出して装填し、ポーチ内の弾薬包がなくなった時に、胴乱から10発分を取り出してポーチに入れるという動作を行った。この一連の動作はイギリスで行われるう訓練では非常に良かったが、劣悪な環境である戦場の最前線（セヴァストポリ）では、天候や雑な扱いによって、品質にバラつきが出てしまった弾薬包が届き、品質の悪い弾薬包はバラバラに分解し火薬が漏れ出したため、この動作は維持されなかった。
ほかにも、戦場ではエンフィールド銃が数発の射撃でファウリングを起こしたため、多くの苦情が寄せられたが、銃や弾薬包の問題ではなく、「兵士のケアレスミスによって、銃身が錆びたり、弾薬包が汚れたりしてしまった」と判断されてしまった。
このような問題の原因は、クリミア半島の天候やそこでの弾薬包の雑な扱いによるものであったが、根本的な原因はエンフィールド弾薬包にあった。エンフィールド弾薬包の装填をよりしやすくするために、イギリスのウーリッジにある王立研究所（英:Royal Arsenal）によって、弾薬包紙のサイズが収縮され、弾薬包の厚さが紙一枚分になるようにし、紙の生地も変更されていたが、この変更が弾薬包の火薬漏れや、弾薬包内へのグリースの染み込みなどの問題を引き起こした。
この問題を解決するために、イギリスのハイス（英:Hythe, Kent）にあるマスケトリー学校（英:Small Arms School Corps）の射撃教官であるチャールズ・クローフォード・ヘイ大佐（以降、「ヘイ大佐」と呼ぶ。）は、弾薬包紙の長さを延長し、弾薬包の先端が紙二枚分の厚さで捻られるようにして火薬の漏れを防いだ。この弾薬包は1855年に採用され、1859年まで使用された。
二つ目の問題はプリチェット弾に発生しており、こちらの方がより深刻であった。プリチェット弾の問題は、1855年春に王立研究所で発生していたが、この問題はハイスでのエンフィールド銃と後装式ライフルとの比較テストで初めて発見された。1855年4月13日、トライアルでエンフィールド銃の精度がとても粗かったことが判明した。そこで弾薬包の直径を測ってみたところ、基本の直径より小さかった。プリチェット弾のサイズが基本の直径である.568口径より小さかったのは、王立研究所がクリミア戦争のためにプリチェット弾を24時間ずっと製造し続けていたことが根本的な原因にあった。
王立研究所にあるアンダーソン弾丸製造機は、プリチェット弾を24時間圧縮製造（英:Swaging）し続けていたため、ダイス が擦り減り大きくなってしまったことで、直径が.568口径より大きい弾丸を製造してしまった。.568口径より直径の大きいプリチェット弾が弾薬包紙に巻かれると、エンフィールド銃の口径である.577口径より直径が大きくなってしまうため、装填がとても困難になるか不可能になってしまった。そのためそういった弾丸が製造された場合、廃棄された。
しかしクリミア戦争によって軍需品の需要が高まり、より多くの弾丸を迅速に生産するよう求められたが、アンダーソン弾丸製造機のダイスは手作りでできており、ダイスを作る職人はダイスを十分に迅速に作ることはできなかった。この対策としてダイスの直径を.568口径より小さくし、ダイスが擦り減って大きくなるのを遅らせたが、これはダイスが新品の状態では.565口径や.566口径のプリチェット弾を製造してしまった恐れがあることを意味した。しかし王立研究所は、プリチェット弾の精度は0.002-0.003インチ程度の弾丸の直径収縮によって損なわれないだろうと考えてしまった。
しかし、1855年5月5日、1854年製と1855年製のプリチェット弾を集め、同年5月6日にテストを行ったところ、このテストでプリチェット弾はアンダーソン弾丸製造機から製造された時からすでに問題があることが判明した。弾丸は上記のように基本の直径である.568口径で製造された品質の良いものと、直径が基準の.568口径から0.002～0.003インチ小さく製造された品質の悪いものが混同しており、これによりそれぞれの兵士に与えられた弾薬の性能にばらつきが見られるようになった。
バーミンガムなどの請負業者は、銃身の口径を基準の.577口径から最大0.003インチまで大きく製造できる許容誤差があったが、弾丸が基準の.568口径から0.002インチ大きく、または小さく製造された場合、装填が不可能になったり射撃の精度が悪くなったりした。基準の.568口径で製造されたプリチェット弾の、600ヤード先での性能指数は3フィート（0.91メートル）、射撃に最適な環境であれば性能指数は2フィート（0.61メートル）以下になったが、プリチェット弾の直径が基準より0.001-2インチほど小さい場合、プリチェット弾は最大でも0.003-4インチまでしか拡張しないため、例えば銃身の口径が.58口径のエンフィールド銃に、.566口径のプリチェット弾を0.009インチの厚さの弾薬包紙で包んで装填した場合でも、プリチェット弾は.576口径までしか拡張しないため銃身口径に0.001インチ分足りず、ライフリングに十分に吻合しない。そのため精度や射程の低下、ファウリングを起こし、 劣悪な射撃を発揮してしまった。当時、銃身の口径は最大0.003インチ、弾丸は0.001インチまでの許容誤差がある条件下で製造を行なっていたが、上記のような問題から、この条件で製造を続けることは困難であった。
数十発ほどの正確に測定された.568口径のプリチェット弾を、弾薬包に内蔵してハイスで射撃を行った。600ヤード先の性能指数は2.86フィート（0.87メートル）とかなり良好で、このテストの結果が、弾薬包の問題が、弾丸の直径の収縮によって起こるものだという証拠になった。しかし、「多くの弾薬包が良いものである可能性が高いが、それの良し悪しを区別したり分別したりすることができないため、（そのような状況下で）弾薬包は軍役に適していない」と報告された。
この問題の対策として、ヘイ大佐はプリチェット弾をミニエー弾のように鉄製カップを挿入できるように改良するという提案を行った。これは鉄製カップの圧入による大きな拡張によって、基準の直径から0.002～0.003インチほど小さい状態で製造された弾丸に起こるライフリングへの不十分な吻合を防ぐというものだった。これはつまり、プリチェット弾の使用を停止し、鉄製カップを挿入した「エンフィールド弾」を採用するということであった。

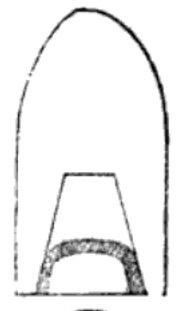
エンフィールド弾の断面図。弾丸の空洞内には、指貫型の鉄製カップが挿入されている。この鉄製カップの大きな拡張によって、弾丸に起こる不十分な拡張と吻合を防ぐことができた。

この提案によって、プリチェット弾は鉄製カップを挿入できるように空洞が大型化され、空洞を大きくしたことで弾丸の重量が変動してしまうのを防ぐため、全長は1.05インチまで延長された。このような改造を加えて、エンフィールド弾は開発された。
鉄製カップを挿入したエンフィールド弾は、1855年5月12日にすぐさまテストされ、1855年5月17日にはエンフィールド弾の性能が非常に良いことが報告された。鉄製カップの形状は半球型であったが、テストのために至急で作られたため不完全な形状であった。しかし、基準の直径で製造されていないプリチェット弾や、そうでなかったプリチェット弾よりも、性能が良かった。
1855年の5月中には、イギリスのウーリッジの王立研究所（英:Royal Arsenal）で、指貫型鉄製カップを挿入した.568口径のエンフィールド弾の製造が開始された。指貫型鉄製カップは5,000万個ほどをロンドンの技術者兼機械工であったジョン・グリーンフィールドに生産するように注文した。エンフィールド弾はすぐさまクリミア半島に届けられ、セヴァストポリ包囲戦で使用された。現代では、これらの弾丸はセヴァストポリで鉄製カップが挿入された状態で発掘されることがある。
このエンフィールド弾の採用と使用によって、プリチェット弾の軍事使用は完全に終了した。プリチェット弾は、平時であれば許容誤差などがかなり小さい条件で揃い、基準の直径で生産を行える。そのため、同じく基準の直径で製造されたエンフィールド銃の銃身にしっかりと装填され、発射時には拡張して銃身のライフリングに必ず吻合し、プリチェット弾の高い射撃精度が発揮される。しかし戦時には需要の増大によって大量生産され、保持できずに大きくなってしまう許容誤差で、プリチェット弾は基準の直径より大きい、または小さいサイズで生産されてしまい、弾丸を弾薬包紙に巻いても直径が.572インチや.573インチにしかならず、プリチェット弾は0.004インチ以上は拡張ができないので、大きくなった許容誤差の条件下で生産された.58口径のエンフィールド銃などで射撃されると、ライフルリングに十分に吻合せず、かなり性能の悪い弾丸へとなってしまった。つまり当時の工作精度と技術が、プリチェット弾を大量生産するには不十分であったといえる。

### 木製プラグの採用と、弾薬包への改良
1855年半ばにエンフィールド弾の鉄製カップに様々な欠点があることが判明したことから、ハイスでは4種の弾丸がテストで比較され、数日間にわたって1240発もの弾丸が射撃されていた。4種のうち、3種の弾丸は、それぞれ違うバリエーションの鉄製カップが挿入されていた。一種目は、ウーリッジ製の半球型鉄製カップ、二種目はハイス製の不完全形状の鉄製カップ、三種目は、ヘイ大佐と、かつて1852年のトライアルに参加したガンメーカーであるチャールズ・ランカスターが共同で開発した指貫型の鉄製カップで、これは鉄製カップの中心に小さな穴が開けられており、これにより鉄製カップが抜け落ちることを防止した。
四種目の弾丸には、木製のプラグが挿入されていた。これは新たなアイデアではなかったが、以前まではあまり評価も高くなかった。しかし、ヘイ大佐は、弾丸を確実に拡張させられるであろう「コーン型」の形状の鉄製カップを手に入れることができなかったため、代わりにこのコーン型の木製プラグは試されていた。

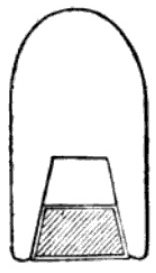
木製プラグを挿入したエンフィールド弾の断面図。鉄製カップに比べて、より均一な圧入をしたことから弾丸の精度はとても高かった。

ヘイ大佐は、3種類の鉄製カップをそれぞれ挿入した弾丸と、木製プラグを挿入した弾丸をテストした。ヒューマンエラーがないようにするため、固定レストに銃を搭載し、射撃精度に影響を与えないようにするために、同じ天気の日に射撃を行った。ターゲットは、18×18フィート（5.49メートル）の四角ターゲットであった。最初に発射された弾丸は、ハイス製の不完全形状の鉄製カップを挿入した弾丸で、200発ほどが600ヤード先のターゲットに連続して射撃された。これらの弾丸は、一瞬で拡張し、そして装填がとてもしやすく、200発目の最後の弾丸も、1発目を装填した時と同じくらい装填がたやすかった。600ヤードにおいての射撃での性能指数は、3.61フィート（1.1メートル）から4.40フィート（1.34メートル）と、平凡的な射撃性能であった。
次に、指貫型鉄製カップを挿入した弾丸が試された。これは発射時にすぐに拡張したために、600ヤードにおいての性能指数は非常に良く、2.64フィート（0.8メートル）であった。3つ目の、100発ものウーリッジ製の半球型鉄製カップを挿入した弾丸は、4種の弾丸の中で最も悪く、最初の30発の性能指数は5.17フィート（1.58メートル）で、その30発のうちの一発は、ターゲットを完全に外した。そして再度30発の射撃を行った所、より性能は酷くなり、性能指数は5.73フィート（1.75メートル）で、30発のうちの3発が完全にターゲットを外した。800ヤードにおいては、性能指数は9フィート（2.74メートル）となり、25発中5発がターゲットを外した。
4つ目の、木製プラグを挿入した弾丸は、他3つの弾丸を性能面で凌駕した。20発の射撃を行った所、600ヤードにおいての性能指数は2.35フィート（0.72メートル）で、800ヤードで同じく20発の射撃を行った所、性能指数は3.57（1.09メートル）であった。600ヤード先の射撃において、プリチェット弾の600ヤードにおける性能指数は3フィート（0.91メートル）ほどであったので、木製プラグを挿入した弾丸がいかに優れているかが理解できる。
ヘイ大佐は、報告書を完成させる前に、指貫型鉄製カップを挿入した弾丸、ウーリッジ製の半球型鉄製カップを挿入した弾丸、そして木製プラグを挿入した弾丸の3種をテストした。其々150発ずつ、600ヤード先のターゲットにクリーニングなしで射撃された。木製プラグを挿入した弾丸が、他の2種の弾丸の中で最も良く、発射された150発全弾がターゲットに命中し、150発中の50発は2.29フィート（0.7メートル）の性能指数を出した。指貫型鉄製カップを挿入した弾丸は、150発中4発がターゲットを外して4.21フィート（1.28メートル）の性能指数を出し、ウーリッジ製の半球型鉄製カップを挿入した弾丸は、14発がターゲットを外し、7.41フィート（2.26メール）の性能指数を出した。このテストでも、木製プラグを挿入した弾丸が最も優秀であった。
ヘイ大佐は、1855年6月5日に報告書を完成させ、木製プラグは、精度は非常に高く、ファウリングもかなり低いことから高い評価がなされた。ジョン・アンダーソンが、かなり短い期間で木製プラグ生産機を製造した。彼は、機械を一から設計する必要がなく、イギリスのウーリッジの王立研究所（英:Royal Arsenal）に、砲弾用の木製サボットを生産するための機械が存在していたので、彼はそれのミニチュア版を作成するだけで良かった。1855年の終わり頃には、王立研究所にて初めて木製プラグ生産機が稼働を開始した。

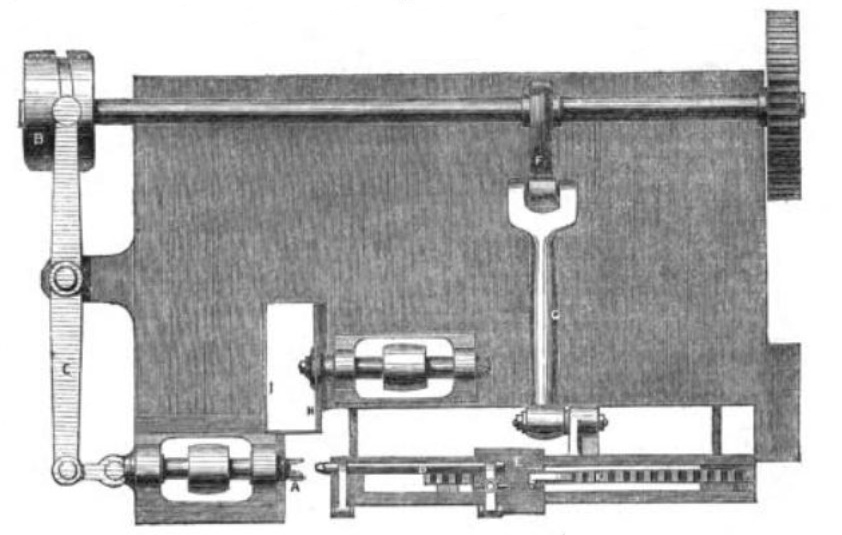
ジョン・アンダーソンによって作られた木製プラグ製造機のイラスト、イラストの「A」の部分で木の切削を行って木製プラグを製造する。

木は、通水性があり、水を吸った時により大きく、乾いた時により小さくなるため、木製プラグは、乾いた時により小さくなって弾丸の空洞部分から抜け落ちたり、湿った時に膨張して弾丸の直径を大きくしてしまったりすると考えられた。そのため、木製プラグはまだ採用することができなかった。
そのために様々な種類の木材を用意し、それぞれをオーブンに入れて130℃-150℃の温度で2時間ほど加熱し、焼かれたそれぞれのプラグを弾丸の空洞内に挿入し、そしてそれらの弾丸を弾薬包紙に包んで振った後、射撃を行うという実験を行った。様々な種類の木材の中で、ツゲが最も湿度や熱によって形が変形せず、弾薬包が振られても、挿入された位置から動くことはなかった。そのためツゲの木製プラグを挿入したエンフィールド弾は、非常に精度が高かった。このようにして、エンフィールド弾に木製プラグが採用された。
木製プラグを挿入したエンフィールド弾が採用されても、弾薬包紙と、弾薬包の製造方法への急な変更はなく、1856年の1月1日に新しく更新された兵士用のマニュアルには、緊急時においての弾薬包の作り方が変更されていなかった。マニュアルでは、以下の通りに作るよう書かれていた。

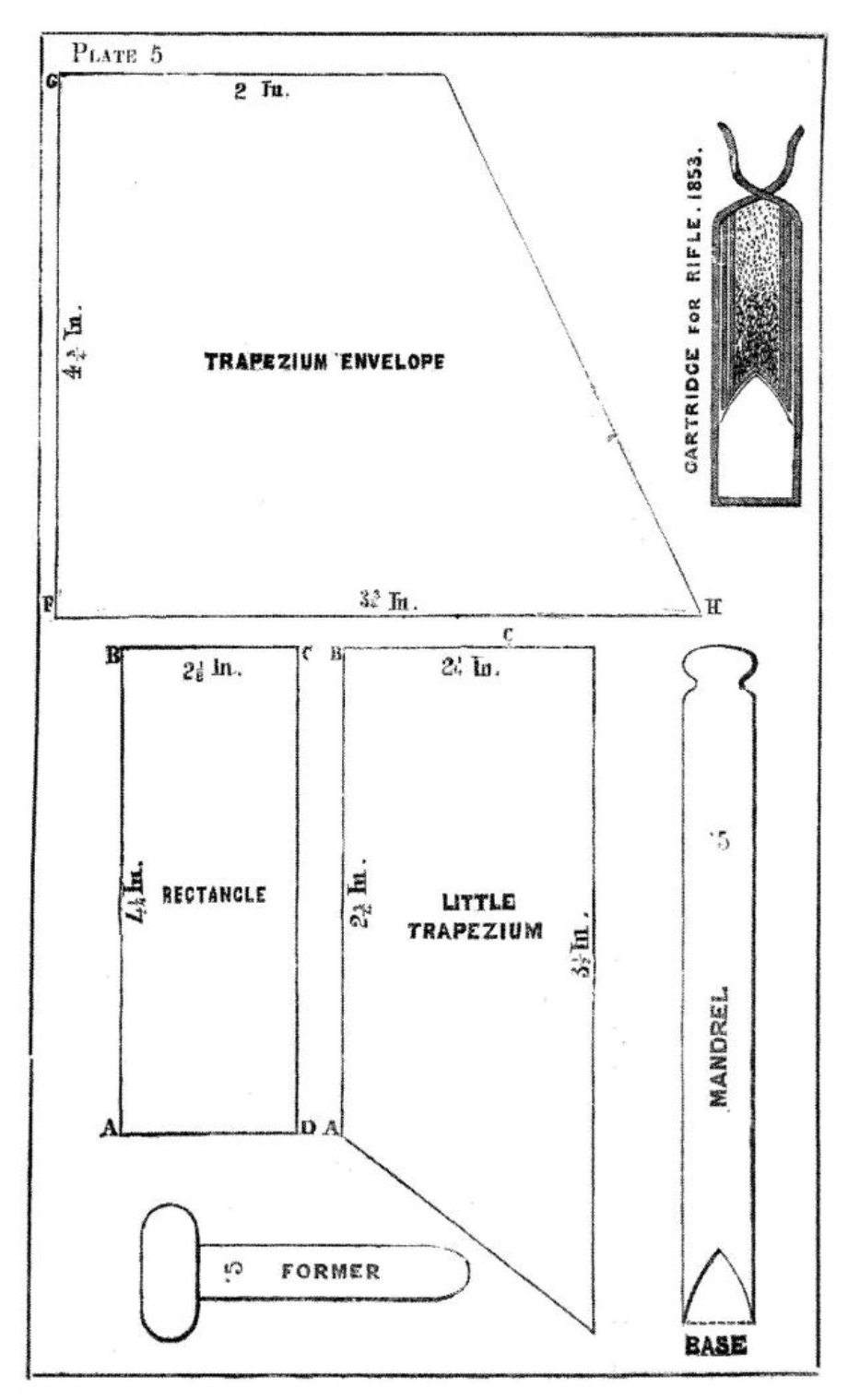
エンフィールド銃の弾薬包を製造する際に使用する弾薬包紙の型と、心棒、そして形作プラグのイラスト、左下の紙が、「四角形の内側弾薬包紙」、右下の紙が「小型の不等辺四辺形の内側弾薬包紙」、上の紙が、「大型の不等辺四辺形の外側弾薬包紙」である。

- 用意する物・・・黒色火薬が入った錫製計量カップ5つ（全部合わせて68グレインの火薬となる）、錫製の漏斗5つ、鉄製の直定規、大型ナイフ、堅木の心棒5つ、形作プラグ、紙を規定の形状に切るための錫製の型、弾薬包紙、白紙、弾丸

1. 弾薬包紙を、錫製の型に沿って切る。
2. 四角形の内側弾薬包紙を、小型の不等辺四辺形の弾薬包紙の短い方の辺に沿って乗せる。
3. 心棒を四角形の内側弾薬包紙の上底に乗せ、しっかりと心棒で弾薬包紙を巻く。
4. 小型の不当辺四辺形の内側弾薬包紙の余った部分を心棒の空洞に畳み込む。
5. 形作プラグで畳み込んだ部分をより深く押し込む。
6. そうしたら、小型の筒（以降「薬室」と呼ぶ）ができるので、それの底を見て、穴がないことを確認する。
7. 弾丸の先端を、薬室を嵌めた心棒の空洞へと結合させる。
8. そしてそのままそれを、大型の不等辺四辺形の外側弾薬包紙に乗せ、しっかりと心棒で弾薬包紙を巻く。
9. そうしたら、弾薬包ができるので、弾薬包の余った紙の部分を折った後、それを弾丸の空洞内に形作プラグで押し込む。
10. 弾薬包を右手でテーブルの上に置き、そのまま押さえながら、左手で心棒を抜く。
11. 錫製の漏斗を弾薬包の先端の空洞に入れ、68グレインの火薬を流し込む。
12. 漏斗を取り出し、火薬が全て薬室内に入るようにする。
13. 弾薬包の先端を指で摘み、ねじる。
14. 最後に、弾薬包の底、弾丸が内蔵されている部分を、獣脂と蜜蝋が6:1の割合でできているグリースに漬ける。
15. 完成。

ここで変更されていなかったのは、9番目の手順の「余った紙の部分を折った後、それを弾丸の空洞内に形作プラグで押し込む」という所であった。エンフィールド銃の弾丸であるプリチェット弾と、鉄製カップを挿入したエンフィールド弾には、弾底部に浅い空洞があったので、このような手順がとられており、にもこの「折る」方法とは別で、「弾薬包の底の余った部分の紙を捻って、それを弾丸の空洞内に形作プラグで押し込む」という方法も、他のマニュアルに存在していた。
木製プラグを挿入したエンフィールド弾は、弾底部に浅い空洞がなかったので、上記の二つの方法で弾薬包を作ることが不可能であった。そのため、「弾薬包の底の余った部分の紙を弾丸の底部に沿って折る」という方法に戻された。しかしすぐに、王立研究所（英:Royal Arsenal）で、「弾薬包の底の余った部分の紙を弾丸の底部に沿って折る」という方法で作られた弾薬包の弾丸が、銃身の底にラムロッドで押し込まれる際に、自身を包んでいる弾薬包紙を貫通してしまうという問題が判明した。
この問題の原因は、弾薬包の底の折られた部分が、展開してしまうことにあった。エンフィールド弾は、銃身にキツく嵌ることによって大きくなる摩擦や、ファウリングなどによって銃身にこびり付いた汚れなどで、装填の際に強く抵抗がかかり、自身を包む弾薬包紙が剥がれてしまった。この問題は、弾丸がグリースに漬けた弾薬包紙に包まれていない丸裸の状態で装填されてしまうことを意味しており、そのような弾丸は、ファウリングを大量に発生させてしまう。しかし、弾薬包の製造を手作業から、機械に移行しようとしていたため、弾薬包の型や、作り方を変更することは躊躇われた。
手作業による弾薬包の製造は、沢山の幼い男子を兵士よりも高い給料で雇ったために高額になり、男子達は作業中に気が動転してしまうことで製造速度は遅くなり、作業量の大小で給料が変動したために、男子達は急いで弾薬包を製造し、それによってミスを多発してしまうことで、弾薬包の品質が低下するなど、様々な欠点があった。そこで、手作業の製造に比べて、精密かつ安く大量の弾薬包を製造することができるシームレスパケット製造機の技術を用いることで、費用節約はもちろん、弾薬包の品質低下もなくすことができた。

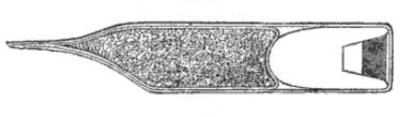
バッグカートリッジの断面図。

シームレスパケット製造の技術を取り入れた弾薬包製造機は、王立研究所（英:Royal Arsenal）に新しく建てられた工場に設けられた。1853年11月には、初めてこの機械によって弾薬包が製造され（この機械で製造された弾薬包を「バッグカートリッジ」と呼んだ）、通常の弾薬包と比較するためにハイスへと送られた。
テストでは120発が発砲され、1854年3月にはヘイ大佐によってレポートが送られた。バッグカートリッジが、通常の弾薬包より総合的に優れていたことは明らかで、簡単に装填ができ、射撃精度はかなりの高精度で、シームレスバッグのデザインはかなり良く、紙に折り目や継ぎ目がないため、火薬の漏れなどが全くなかった。総じて評価はかなり高かったが、一つだけ問題が存在しており、バッグカートリッジは通常の弾薬包より柔く、銃身内に火薬を流し込みにくかった。そのため、ヘイ大佐はバッグカートリッジをより固くするべきだと考えた。
しかし、バッグカートリッジをグリース漬けにした際に、グリースが中に溶け込んでしまうという新たな問題が判明した。初めは、弾丸の先端だけにグリースを塗るという改良を行なったものの、グリースは潤滑剤として機能せず、銃身内のファウリングを防止することができなかった。そのため装填はとても困難になった。
1855年、ヘイ大佐は、木製プラグを挿入したエンフィールド弾は弾底部に空洞がないことから、弾薬包紙の余った部分を空洞内に畳み込んだり、ねじ込んだりする必要がないため、バッグカートリッジがエンフィールド弾によりよく適合するだろうと期待した。しかし、バッグカートリッジは、わずかに多孔質であるために湿りやすいことや、カートリッジ内の薬室と、弾丸の先端の結合部分が緩いことなどの問題が判明したため、1857年までにはバッグカートリッジがすぐに通常の弾薬包に代わって軍に採用されないことが明白となった。
この現実を考慮して、王立研究所（英:Royal Arsenal）は、通常の弾薬包への改良を始めた。まず初めに、弾薬包紙に改良が加えられ、薄く、かつ強固になった。次に、内側の弾丸包紙をより長くした。内側の弾丸包紙の延長によって、弾薬包の厚みがより増え、火薬の漏れや、湿りを防いだ。そして、弾薬包の底の余った部分の紙は、折ったり捻ったりせず、紐で絞めるようにした。底部の余った部分の紙を紐で絞めるようにしたことで、発射時、銃口から弾薬包紙に包まれた弾丸が飛び出した際に、弾丸を包む紙が分解と分離をせず、グリースの粘着性によって弾丸の底部や、木製プラグに引っ付き、飛行中に奇妙な音を発してターゲットを外すという現象がエンフィールド銃に見られたため、弾薬包の下部に、3つの「切れ目」が加えられた。これによって、弾丸が銃口から飛び出した際に、弾丸を包む紙が、綺麗に剥がれ落ちるため、この現象は解消された。このような様々な改良を加えて、1857年型弾薬包が開発された。
1857年型エンフィールド弾薬包は、それまでの弾薬包よりかなり良く、手作りであり、高額になってしまうというデメリットはあるものの、バッグカートリッジと全く同じようなメリットを持っていた。特に良かったのは、弾薬包の底の余った部分の紙を紐で絞めるようにしたことで、弾丸が、装填時に自身を包んでいる弾薬包紙を貫通してしまう問題をほぼ解消し、弾丸が内蔵されている部分に付着しているグリースは、装填時に、銃身の底までしっかり塗られ、ファウリングをより防ぐことができた。そして、それまでエンフィールド弾薬包のグリースは蜜蝋と獣脂を1:5の割合で構成したものであったが、1857年8月には、弾薬包のグリースが蜜蝋と獣脂を5:1の割合で構成したものとなった。

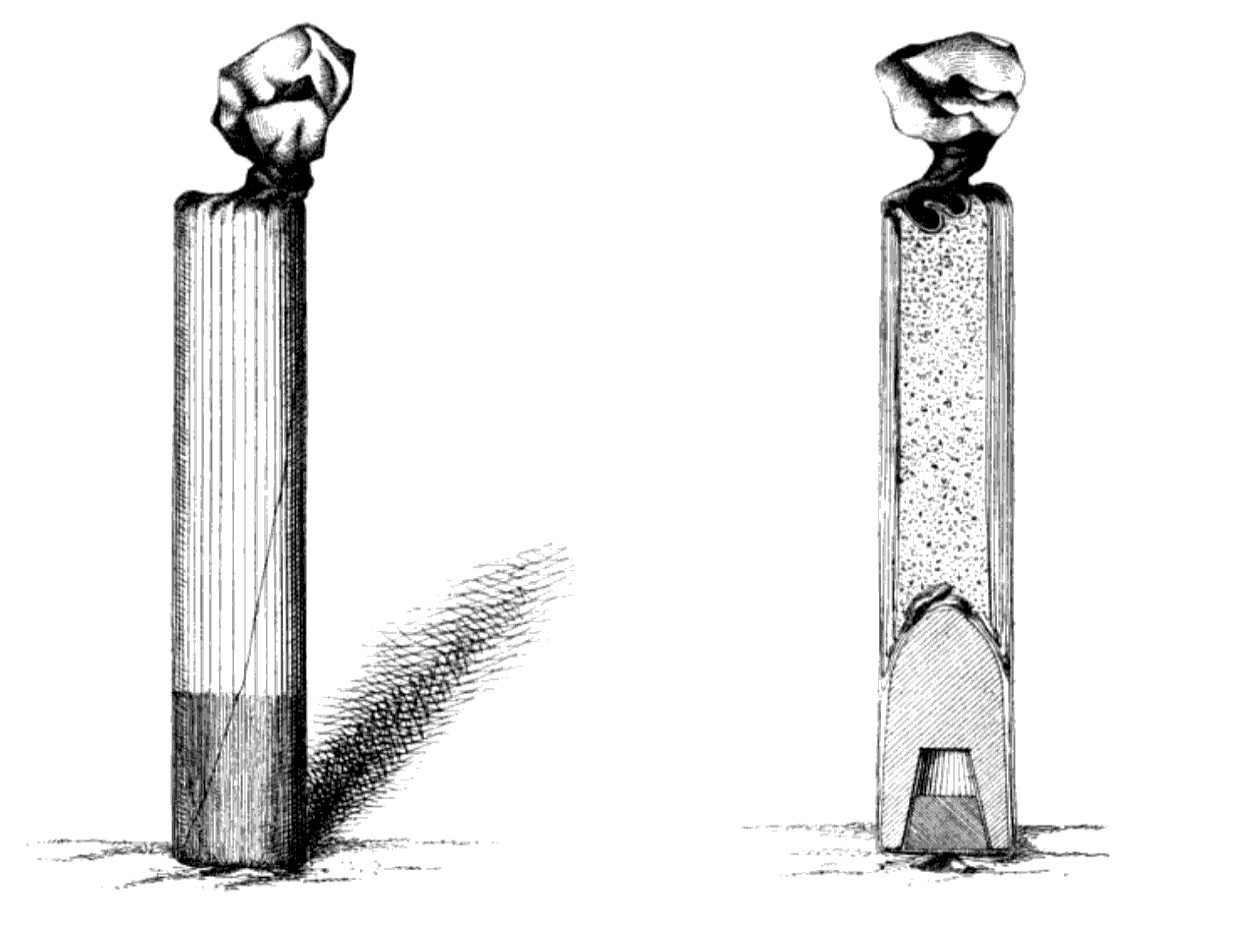
1857年型エンフィールド弾薬包のイラストと断面図。弾薬包の底部は紐で閉められており、上部は2枚の紙で捻られている。このようなことから、それまでのエンフィールド弾薬包より丈夫であった。

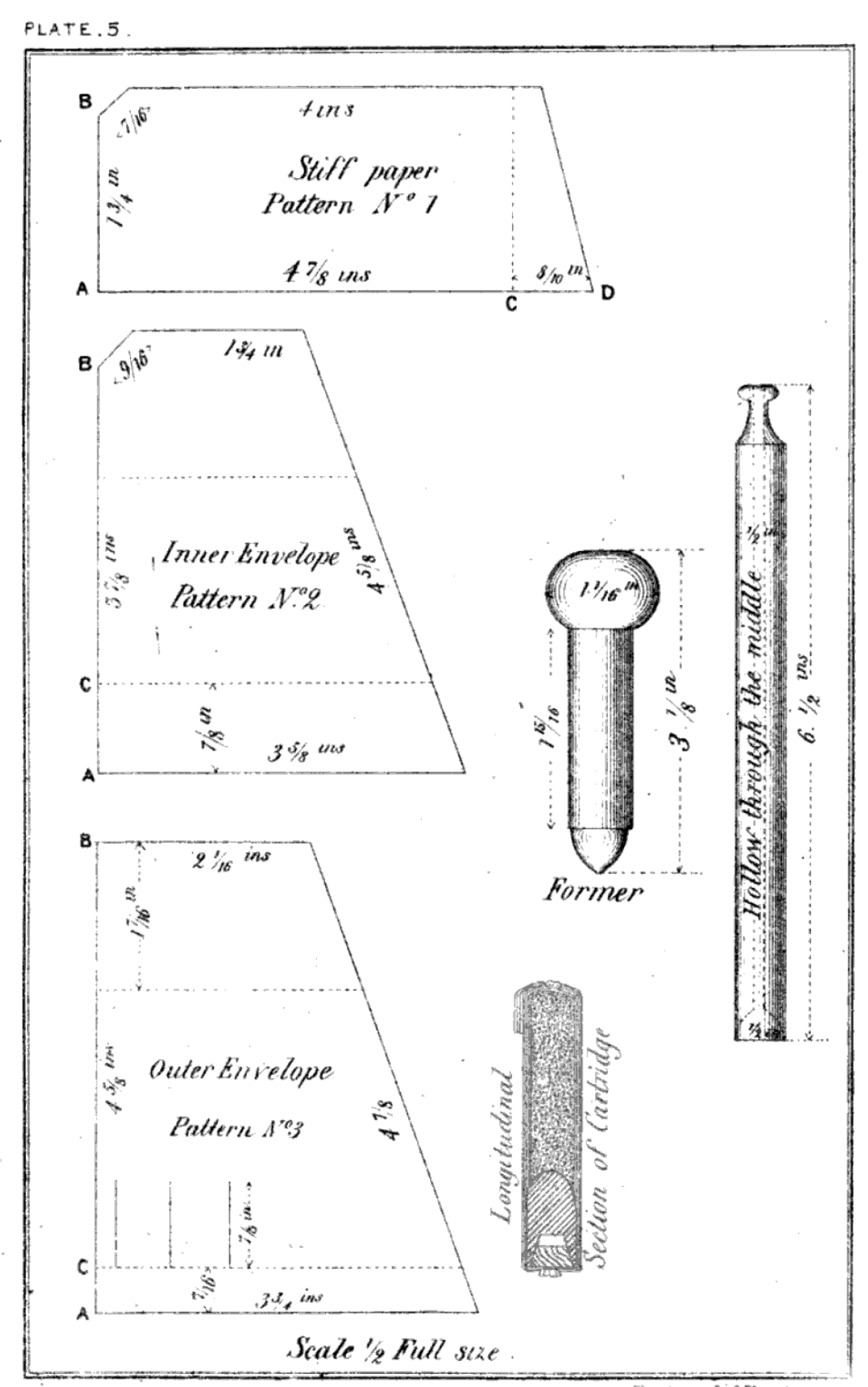
1857年型エンフィールド弾薬包を製造するために必要な3枚の紙、心棒、形作プラグのイラストと、1857年型エンフィールド弾薬包の断面図。外側の弾薬包紙には三つの切り込みがされている。

### インド大反乱の始まり
インド大反乱の発生のきっかけとなったのは、エンフィールド弾薬包の、ファウリング防止用のグリースであった。1857年の初め、東インド会社はエンフィールド銃を、ベンガル、マドラス、ボンベイに配備していた。セポイ達が初めてエンフィールド弾薬包の存在を確認したのは、ベンガル、カルカッタ郊外にあるダムダム工廠（英:Dum Dum Arsenal）の近くに設立されたマスケトリー学校（英:Small Arms School Corps）に入学した時で、彼らは確認したと同時に、弾薬包の下部が、グリース漬けにされていることも初めて知ったと考えられる。
1857年1月22日には、マスケトリー学校（英:Small Arms School Corps）付属の第70先住民歩兵連隊（英:The 70th Native Infantry）のセポイ達が、弾薬包のグリースについて不快感を感じていることが報告された。これは、弾薬包のグリースが牛脂や豚脂でできているという噂が流れたことが原因であった。豚を穢れた動物としてタブーとしているイスラム教や、牛を神聖な動物としてタブーとしているヒンドゥー教に入っているセポイ達は、そのような噂にとても惑わされ、不安を感じていた。
そして、それらの噂の例として、インドのカースト制度において、高い階級に属している第二近衛先住民歩兵連隊（英:2nd Grenadier Native Infantry）の一人の兵士と、低い階級に属している男との会話の記録が存在していた。兵士は、料理をするために水入れを運んでおり、駐屯地へと戻る途中だった。低階級の男は、兵士に水を求めたが、兵士は、自分より低い階級に属する人間に水を与えれば、自分は宗教上穢れてしまうので拒否した。それに対し、男が笑ってこう返答したことが、以下の通りに書かれていた。
「貴方はもうすぐ穢れてしまうだろう。何故なら、牛や豚の油が付いた弾薬包を噛まなくてはならなくなるからだ。」

1857年1月22日の報告の後、すぐさま兵士達は招集され、隊列を組ませられた。そして、何かしらの異議がある兵士は、隊列から一歩出るように指示された。その結果、全てのセポイの士官を含めたその隊列の内の3分の2の兵士たちが、列から一歩出た。彼らは、弾薬包のグリースを構成している物質の一つである獣脂について異議を申し立て、弾薬包のグリースを、蜜蝋とオイルで構成するべきだと提案した。
１月23日にはセポイ達が潤滑剤を自分で作れるようにすることが政府へと要請された。1857年1月23日から29日までの間には、この報告がインド政府の秘書へと届いた。そして、1857年1月27日には、グリース抜きの弾薬包をセポイ達に支給し、個人で自由に潤滑剤を塗ることを指示するように政府が陸軍の副将軍に要請した。
しかし、1857年1月29日には、弾薬包のグリースは何も変わっておらず、大きな変更が起こってはいなかった。そして、結局、グリース抜きの弾薬包はセポイ達に支給されなかった。これは文化的無視と、非常に近視的な考え方から、通常のグリースでも問題はないと考えられてしまったことが原因にあったが、そのようなミスはすぐに訂正され、セポイ達は個人で自由に潤滑剤を塗ることが即座に提案された。しかしまだ問題は解決されておらず、より深刻になっていった。
セポイを含めたインド人全員を強制的にキリスト教へと入信させる計画があるという噂や、セポイ達をわざと宗教的に穢れさせるために、グリースを塗った弾薬包をセポイ達にに支給しようとしているという噂、弾薬包を噛まなくたとしても、弾薬包を扱ったり、（装填時に）噛んだりしたことが知られている連隊に入隊しただけでも、宗教的に穢れてしまう噂など、インド国内では様々な噂が飛び交っていた。これらの噂のせいで、たとえグリース抜きの弾薬包を支給されたとしても、牛脂や豚脂で汚染された弾薬包を扱ったと批判され、社会的に追放される可能性があるため、セポイ達は恐怖心で触ることすらできなかった。
1857年の1月と2月、グリース抜きの弾薬包はまだ支給されておらず、ダムダム工廠（英:Dum Dum Arsenal）で製造されていた弾薬包のグリースが、羊脂と蜜蝋で構成されていたことからセポイ達を納得させようとしたが、セポイ達全員がそれを信じるとは限らなかった。そのため、インドへの弾薬包の輸入を停止するように英国本土へと伝えられた。そして、インドへと既に輸入されてしまった弾薬包は、連隊に支給されないようにする必要があることも伝えられた。
しかし、それでも噂が止まることはなく、カースト制度で高い階級に属している第二近衛先住民歩兵連隊の一人の兵士と、低い階級に属している男の会話についての噂が手に負えなくなるほど広がっていった。
そして、弾薬包紙には豚脂や牛脂などが染み込んでいるという新たな噂も流れ始めた。エンフィールド銃の弾薬包紙は、100％布からできた滑らかな表紙であるため、この噂も当然嘘であったが、1857年2月4日、グリース抜きの弾薬包を支給されたセポイ達は、グリース抜きの弾薬包の弾薬包紙がそれまでの古い弾薬包のそれと違っていることに気づき、弾薬包紙に何かが入っているのだと考えた。
イギリスからインドへと輸入されていた弾薬包紙には、サイジング剤と、ロジンが含まれていた。これらの成分は、弾薬包が湿ってしまうのを防ぐ役目があったが、それ以前までインドで製造されていた弾薬包紙とは、感触や、防水性の高さが違っており、なにより紙を燃やした時の匂いが違っていて、グリースが入っているような臭いがしたことから、セポイ達は、弾薬包紙がグリースに浸されていると考えた。これがセポイ達のエンフィールド弾薬包に対する不審感をより一層増大させた。
1857年2月6日、弾薬包のどの部分が、宗教的に問題があるのかを探るために、9人のセポイの士官は、軍人予備裁判所へと行くように指示された。以下の文は、軍人予備裁判所での質疑応答の記録の一部である。この記録では、 根も歯もない様々な噂が、いかにセポイ達のエンフィールド弾薬包への不審感を増大させたかを示している。
Q、貴官は、弾薬包の使用についての何かしらの異議がありますか？
A、私は、弾薬包紙に対して、異議があります。レポートでは、弾薬包紙にグリースが染み込んでいると書かれているからです。
Q、貴官は、弾薬包紙にグリースが染み込んでいることを証明できますか？
A、この弾薬包（グリース抜きの弾薬包）の紙は、通常の弾薬包のそれと違うため、中にグリースが入っていると確信しております。
Q、貴官は、弾薬包の使用についての何かしらの異議がありますか？
A、私は、弾薬包紙を不審に思います。何故ならば、レポートでは、弾薬包紙にグリースが染み込んでいると書かれているからです。
Q、貴官は、弾薬包紙に対する不審感をなくすことができますか？
A、できません。
Q、もし、弾薬包紙にグリースが染み込んでいないとして、貴官はこの弾薬包を噛みちぎることができますか？
A、できません。私がそのような行為をすれば、他のセポイ達がその行為に対して異議を申し立てるからです。

そしてこのような噂は、一度定着して仕舞えば、どのような方法を用いても解決することはできなかった。
1857年2月11日、カルカッタの医科大学にいる博士はグリース抜き弾薬包紙を顕微鏡的かつ化学的に観察し、紙が製造中または製造後以降に、グリースが塗られたり、油性の物質などで処理されていないことが証明された。しかしそれでも問題は解決されることはなく、1857年3月上旬、ダムダム工廠近くのマスケトリー学校（英:Small Arms School Corps）のセポイ達は、弾薬包を口で噛み千切って装填するのを拒否したことが報告された。
そのため、「手で弾薬包を破って装填する」方法が全連隊に採用された。しかし、それでもセポイ達は根も歯もない噂のせいで、弾薬包を触ることすらできなかったため、このような対策も全く意味がなかった。
1857年3月、4月頃には、セポイ達が、訓練での旧式滑腔銃の空砲弾薬包の使用を拒否した。ほとんどのセポイ達は、弾薬包にグリースなどが漬けられていないことを知っていたが、他のセポイ達からの同調圧力によって、弾薬包を使用できなかったことが使用の拒否の原因にある。
このように、エンフィールド弾薬包に対するセポイ達の不審感はより増加していき、1857年3月の終わり頃には、第34ベンガル先住民歩兵連隊  （英:Bengal Native Infantry）に所属するセポイであるマンガル・パンディが、アヘンと大麻で興奮状態にいる際に、メーラトで複数の白人下士官を攻撃した。この彼の行動が、インド大反乱の始まりであった。このような反乱行動は他の連隊にも拡散し、ついには、1857年5月、インド人の兵士達がメーラトでイギリス軍に対し、反乱を起こした。1857年の春と夏頃には、多くのイギリスの部隊がインドへと急遽送られた。
反乱は、他のインド人の兵士達にも拡散し、それらの反乱勢力は、デリーやその他の都市、そしてインドの中北部を捕獲した。反乱勢力は、ムスリムか、ヒンドゥー教徒のセポイであり、彼らが協力し合ったことで、反乱はより規模が拡大していき、独立のようなものへと変わろうとしていた。その結果、インド大反乱は、非常に激しい戦いとなり、インド人やイギリス人の民間人が多く死傷することとなった。

### エンフィールド銃の、インド大反乱での活躍
訓練はされてはいたものの、近代的な軍隊などがなく、滑腔銃などの旧式武器で武装していたセポイ達に対し、イギリス軍は、近代的な軍隊の階級制度があり、マスケトリー学校（英:Small Arms School Corps）で、射撃訓練をされた兵士がエンフィールド銃を武装していたため、インド大反乱の戦闘では、セポイ達を圧倒した。セポイの歩兵は、長距離からのエンフィールド銃の射撃によって防御陣地から追い出され、砲兵部隊は沈黙させられ、騎兵は恐らく最も酷い目にあった。そして、エンフィールド銃が活躍した戦いの様子などは、当時の人間によって書籍などに書かれることもあり、現代に伝えられている。この項では、そのような書籍から引用してエンフィールド銃の活躍を解説する。

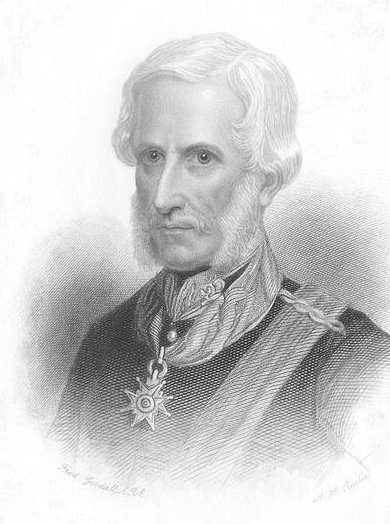
ヘンリー・ハヴロック（英:Henry Havelock）

初めに解説するのは、第102歩兵連隊（英:102nd Regiment of Foot （Royal Madras Fusiliers））、第64歩兵連隊、第84歩兵連隊、第78歩兵連隊（英:78th （Highlanders） Regiment of Foot）と、義勇騎兵、王立砲兵連隊 （英:Royal Artillery）、そして先住民兵士の合計1964名で構成されたイギリスの部隊が、イギリスの将軍であるヘンリー・ハヴロック（英:Henry Havelock）指揮の下、インドへ行った侵攻のことである。この部隊の内、第102歩兵連隊と、第64歩兵連隊、そして第78歩兵連隊がエンフィールド銃を武装していた。
エンフィールド銃が初めて大きく活躍した戦いは、1857年7月12日に起きた ファテープルの戦い であった。イギリス軍の砲兵部隊と、エンフィールド銃で武装した 第64歩兵連隊 の兵士100人は、進軍しており、滑腔銃で武装していた残りの部隊は、エンフィールド銃で武装した第102歩兵連隊（英:102nd Regiment of Foot （Royal Madras Fusiliers））に守られながら湿地を渡った。

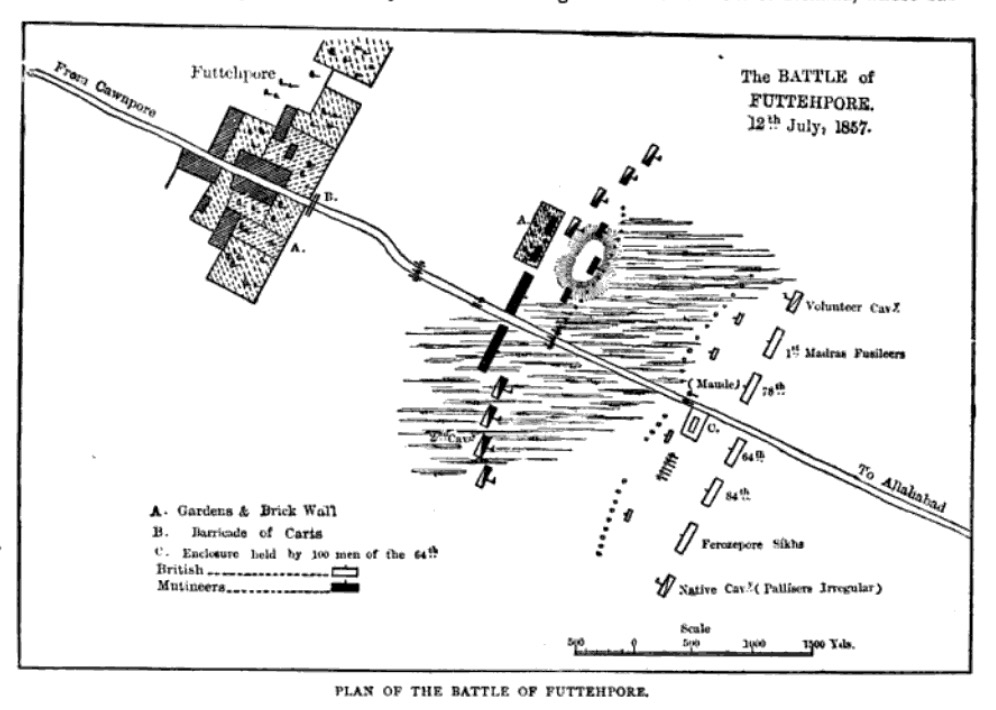
ファテープルの戦い の戦闘地図。

この時に、エンフィールド銃で武装したイギリスの部隊が、初めてセポイ達と接敵した。セポイたちは、エンフィールド銃の射程を理解していなかった。ジョージ・ドットは、『The history of the Indian revolt, and of the expeditions to Persia, China, and Japan, 1856-7-8 [signed G.D.]』にて、その様子を如何のように述べている。

敵は数人の小銃兵が近づいてくるのを見たが、エンフィールド銃のことをほとんど知らず、その射程の長さと正確さにパニックになり、驚いて後ずさりしてしまった。

そしてこのエンフィールド銃の射撃は、セポイ達を驚かせるほどの距離で命中した。エンフィールド銃のこのような効果的な発砲によって、セポイ達は、士気が低下し、隊列を崩した。そして、セポイ達の滑腔銃による発砲は、射程不足であることから全く効果がなかった。
エンフィールド銃の援護射撃によって、砲兵部隊は9ポンド砲を敵勢力の側面から200ヤードほど離れた距離まで持ち込むことができた。そして、ぶどう弾を用いた9ポンド砲とエンフィールド銃の射撃で、セポイ達を撃破し、セポイ達は、武器を捨てて撤退した。
しかし、セポイ達は再び勢力を集結させ、ファテープルから1マイルほど離れた場所を占拠した。イギリスの部隊は再び前進し、第102歩兵連隊は、セポイ達の滑腔銃の射程外からエンフィールド銃で発砲を行なった。ジャーナリストのアーチボルド・フォーブス（英:Archibald Forbes）は、自身の著書「Havelock」にてこのエンフィールド銃の発砲によってセポイ達が士気阻喪する様子を以下のように述べている。

敵は、その場で壁に隠れながら、防御態勢に移ろうとしているように見えた。しかし、エンフィールド弾がそこに着弾するようになると、彼らは士気喪失した。そして彼らは急いで撤退した。

その後、大きなセポイの騎兵勢力が、イギリスの部隊の側面から攻撃を加えるために移動を開始した。第102歩兵連隊の内の、いくつかの部隊は散兵攻撃をするように命令された。それらの部隊は、セポイの騎兵勢力に向かって長距離からの射撃を開始した。この射撃によって、セポイの騎兵勢力を撃退した様子を、第102歩兵連隊のウィリアム・テイト・グルーム（英:William Tate Groom）は、「With Havelock from Allahabad to Lucknow, 1857」にて如何のように述べている。

それは短く、鋭く、非常に決定的な出来事であった。我々のライフルは相手の騎兵隊を完全に破壊した。

そうして残りのセポイの騎兵勢力は撤退し、セポイ達も12門の砲を破棄して撤退した。この戦いで、イギリス側は一人の兵士も失うことはなかった。

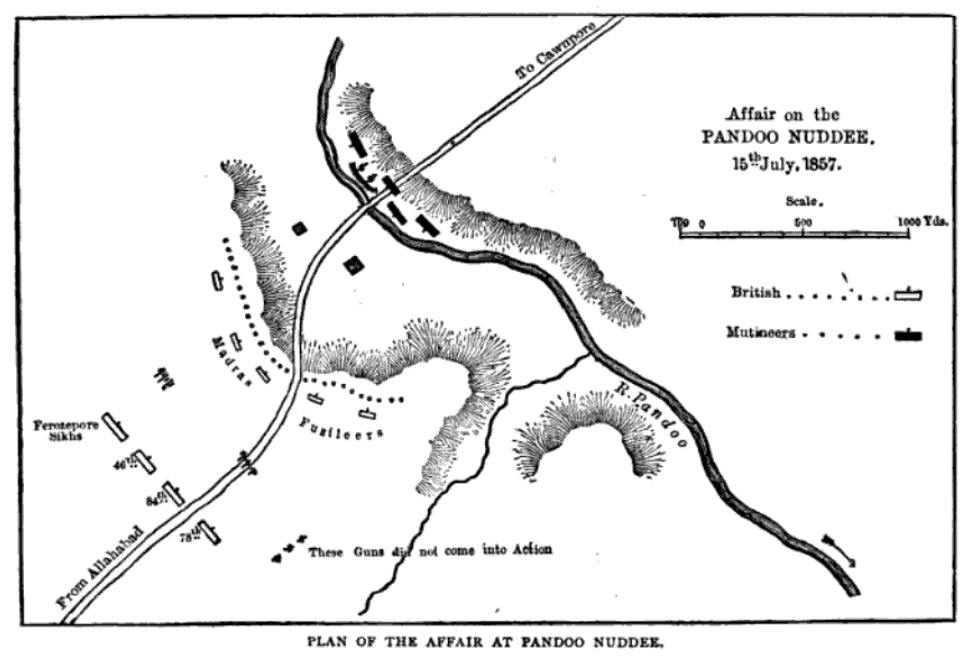
パンドゥー川（ 英:PANDOO NUDDEE）の戦闘地図。

イギリスの部隊は、カンプールに向かって、進軍を開始した。進軍するたびに彼らは接敵し、エンフィールド銃を用いて敵を撃破していった。そして ファテープルの戦い から3日後の1857年7月15日には、イギリスの部隊は洪水を起こしていたパンドゥー川（ 英:PANDOO NUDDEE）へと到着した。
滑腔銃で武装していたセポイ達は、イギリスの部隊がカーンプルへと向かえる唯一の道である橋の出口辺りに、24ポンド砲とカロナーデと共に防御態勢にいた。そして、セポイ達は、イギリスの部隊が進軍する際に、唯一の通り道である橋を壊すという思惑があった。
第102歩兵連隊は横に広がった形で展開し、エンフィールド銃で、セポイの砲兵と騎兵へ発砲を行った。このときの射撃の様子を、ジョン・クラーク・マーシュマン（英:John Clark Marshman）は、「Memoirs of Major-General Sir Henry Havelock」にて、以下のように述べている。

（第102歩兵連隊は）猛烈な射撃を行い、敵の砲兵とそれを支援する騎兵の大群を一掃した。弾丸があられのように降り注ぐのが遠眼鏡で見えた。

その後、第102歩兵連隊は突撃を行い、橋を渡り、敵の砲を捕獲した。そしてイギリスの部隊はカンプールへと進行を続けた。
1857年7月16日には、カーンプルで戦闘が発生した。そこでもエンフィールド銃は大きく活躍し、エンフィールド銃で武装したイギリス軍の部隊は、進軍するたびに接敵し、敵を撃破していった。そして、エンフィールド銃の長射程における高い精度が生かされ、遠くの距離にいるセポイ達を一掃し、より多くの敵砲兵部隊を撃破して砲撃を黙らせた。あるイギリス人下士官はこの戦いで活躍したエンフィールド銃を、「 The history of the Indian revolt, and of the expeditions to Persia, China, and Japan, 1856-7-8 [signed G.D.] 」にてこのように述べている。

我々のエンフィールド銃は、全てやってのけた。

カーンプルでの戦闘後、イギリスの部隊は、進軍するたびに接敵し、同じようにエンフィールド銃で撃破していった。イギリスの部隊は、ラクナウに到着した。そして、部隊の兵士は負傷していたり、病気にかかっていたりしたため、進行を停止した。
その数ヶ月後、かつて、クリミア戦争の一つの大きな戦いであるバラクラヴァの戦いで、1851年式ライフルマスケットを用いてロシアの騎兵勢力を撃退したことで知られる第93歩兵連隊（英:93rd （Sutherland Highlanders） Regiment of Foot）が、エンフィールド銃を用いて大きな活躍を行うことになる。

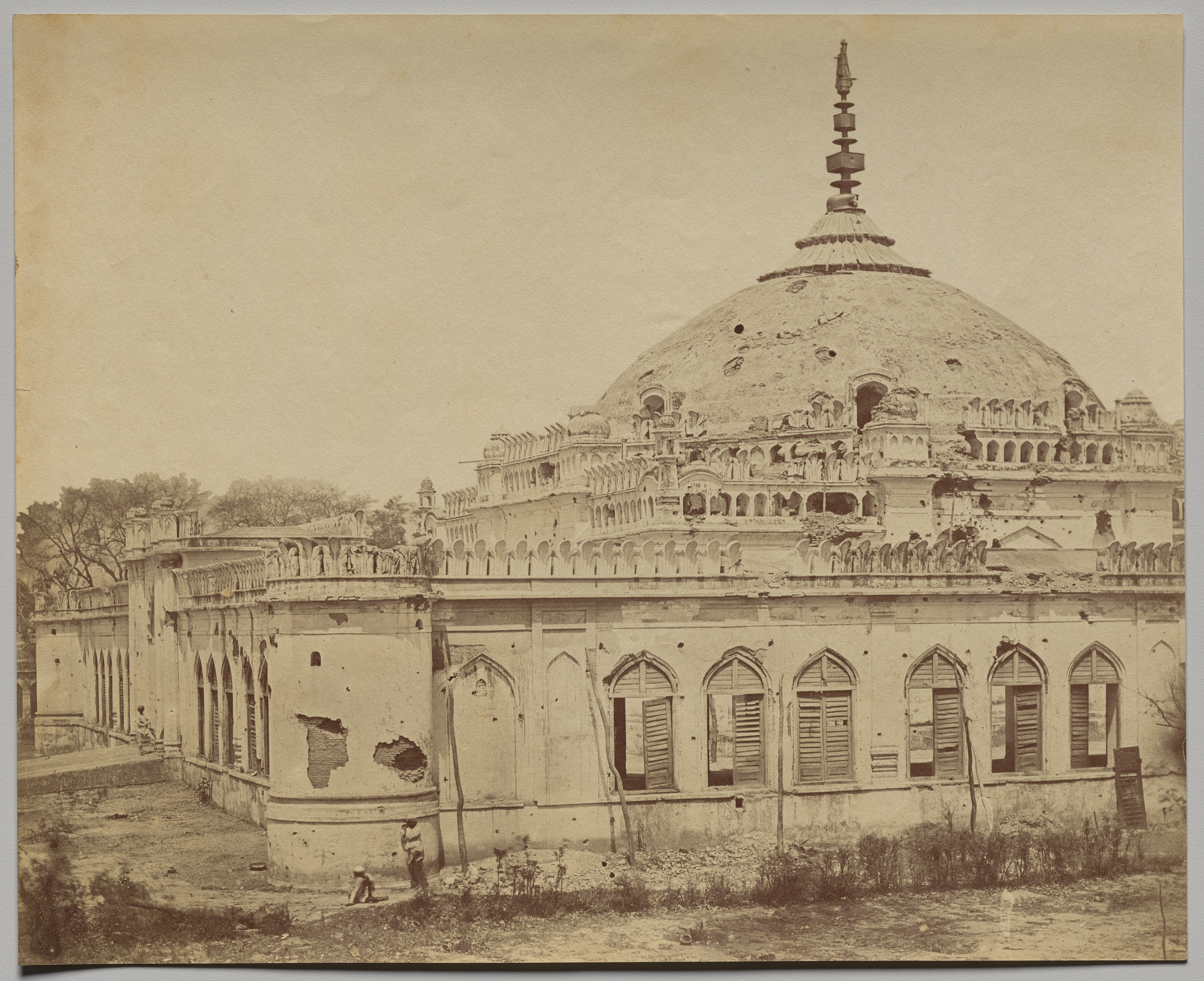
外から見たシャーナジャフ（英:Imambara Shah Najaf）。

1857年11月16日の夜、シャーナジャフ（英:Imambara Shah Najaf）に第93歩兵連隊を含むイギリスの部隊が進軍した。そして、シャーナジャフの中に、大量の火薬（2267キログラム程量）によってできた山があることを発見し、爆発する危険を恐れたため、丁重にかつすぐさま火薬を移した。
そして同年11月17日の朝、セポイの砲兵達は、ゴムティ川（英:Goomtee river）付近のバッドシャヒバッグ（英:Badshahi bagh）から 焼玉式焼夷弾を用いた砲撃を開始した。セポイ達は、シャーナジャフ内にある大量の火薬に、砲弾を当てて爆発させ、イギリス軍に大打撃を与えるという思惑があったが、すでに移されていたため、そのようなことは起こらなかった。そのため、そのまま砲撃を続けた。

そしてセポイ達は、砲撃精度をより高めるため、ゴムティ川まで進軍し、再び砲撃を開始した。ここで、訓練されたイギリス兵士達のエンフィールド銃がその高い性能を発揮した。第93歩兵連隊の下士官であるウィリアム・フォーブス・ミッチェル（英:William Forbes Mitchell）は、エンフィールド銃の高い精度と長い射程を活かした様子を、自身の著書である「Reminiscences of the Great Mutiny 1857-59: Including the Relief, Siege, and Capture of Lucknow, and the Campaigns in Rohilcund and Oude」にて以下のように述べた。

すぐさま我々のライフルが清掃された後、川（ゴムティ川）の向こう、バッドシャヒバッグの砲台から、墓（シャーナジャフ）への焼玉式焼夷弾を用いた煩わしい砲撃をし、距離を縮めるために、ゲートの外の開けた土地まで砲を持ってきた砲兵達（セポイ）の砲撃を黙らせるため、部隊の中からいくつかのベストショット（射撃において特に腕が優れる者のこと）を選定した。彼ら（セポイ）はエンフィールド銃の射程を明らかに理解しておらず、シャーナジャフから1000-1200ヤードほど（914-1097メートル）離れた川（ゴムティ川）の隣の所に居た。丁寧に清掃されて装填されたライフルを装備した20人のベストショットは、かなりの数の敵がライフルの射程内に入るまで見て、照準器を最大まで調整し、そして丁寧に高く照準を定め、「1、2、撃て！」という号令で発砲した。この発砲で、6人ほどの敵を撃破した。すぐに、彼らは砲をバッドシャヒバッグへと撤退させ、門を閉めた。そして二度と我々を妨害しなかった。

セポイの砲兵達のバッドシャヒバッグからの砲撃を黙らせた後も、第93歩兵連隊（英:93rd （Sutherland Highlanders） Regiment of Foot）と、その他のイギリス軍の部隊に休息はなかった。600〜700人ほどのセポイの歩兵がシャーナジャフを奪還することを決定し、進行を開始した。歩兵達は、勇敢な突撃を敢行したが、エンフィールド銃で武装した第93歩兵連隊は、その突撃を阻止した。ウィリアム・フォーブス・ミッチェルは、その様子を、同じく「Reminiscences of the Great Mutiny 1857-59: Including the Relief, Siege, and Capture of Lucknow, and the Campaigns in Rohilcund and Oude」にて以下のように述べている。

ドーセン大尉は、敵の進行を見ており、そこまでの距離を測定していた。そして、彼はすぐに「注目！500ヤード、1、2、撃て！」と号令をかけた。80人が一斉射撃をし、殆どが敵に命中、そして多くの敵が同時に倒れた。ゴムティー川へと向かっていた騎乗しているリーダーとその馬にも命中し、川にたどり着く前に倒れた。最初の斉射の後、兵士それぞれが、各自で装填と発砲を行なった。そうしてすぐに、開けた土地には、死体と怪我をした敵が散らばっていた。
この第93歩兵連隊の活躍の数か月後には、エンフィールド銃で武装した第82歩兵連隊（英:82nd Regiment of Foot （Prince of Wales's Volunteers ）がエンフィールド銃を用いて大きな活躍をすることとなった。
1858年4月6日深夜前、第82歩兵連隊を含むイギリスの部隊は、ファテーガル（英:Fatehgarh ）を出て、カンカール（英:Kankar）へと進行した。そしてそこで、セポイの歩兵部隊が、砲撃を開始した。
戦闘を開始するために、イギリスの部隊はセポイとの距離を縮めた。突然、セポイの騎兵が、駐屯地から移動を開始し、この騎兵勢力は、敵を挟み撃ちで撃退するために、二手に分かれ、大きい勢力は、イギリスの部隊から見て左、小さい勢力は、右へと移動した。この騎兵勢力は、イギリスの部隊の武器の射程が滑腔銃並みであると勘違いしており、イギリスの部隊からの射撃に晒されず完璧に安全であると確信したことから、このような作戦に打って出た。そして、この騎兵勢力は槍で武装しており、この槍は、先端が光っていたために、自分たちが、イギリスの部隊から700ヤード（640メートル）先にいることを知らせてしまった。
第82歩兵連隊の2部隊は、左から側面攻撃をしようとする騎兵勢力を撃退するために戦闘の準備をした。イギリス軍大佐のトーマス・シートン（英: Thomas Seaton）は、エンフィールド銃を、「武器の王様」と呼び、エンフィールド銃を用いた部隊の大量発砲によって、騎兵勢力に混乱を招かせた様子を、自身の著書である「From Cadet to Colonel: The Record of a Life of Active Service, 第 2 巻」にて以下のように述べている。

これは迅速に遂行された。兵士達は、列を緩めると、下士官が示した距離に、冷静にかつ的確に発砲を行なった。数分後、それぞれの兵士が3発目の発砲を行う前に、突然、騎兵勢力は混乱し始めた。ヘイル大佐の大声が、兵士達が着実に、冷静かつ正確な発砲を行えるように勇気づけた。騎兵勢力はすぐさま逃げ出し、それを追うようにして、我々の騎兵隊が、移動をはじめた。そして我々の横隊からは、嘲笑の叫びが聞こえた。私は、この時に初めてエンフィールド銃が戦場で使用された様子を見て、このライフルが武器の王様だと思った。

カンカールで、セポイの騎兵勢力を排除した後、イギリスの部隊は、セポイの歩兵が居る駐屯地への向かって、発砲を行なった。イギリス軍下士官のジョージ・ヴィッカース（英:George Vickers）は、その長距離における発砲によってセポイ達を撃破した様子を、自身の著書にて「Narrative of the Indian Revolt」にて以下のように述べている。

（敵の）歩兵部隊には、数千ほどの兵士がおり、きちんと整列されていなかった。上級大佐（トーマス・シートン）の部隊は長距離から彼らへの射撃を開始した。そして我々の発砲で、彼ら（セポイ）は、混乱し、奥へと撤退した。我々の部隊は前進し、第82歩兵連隊は、エンフィールド銃で発砲を開始した。そして多くの敵を撃退した。

この戦闘で、イギリスの部隊は、兵士3人が死亡し、17人が負傷したが、セポイ側は、250人が死亡し、多くが負傷した。
第82歩兵連隊（英:82nd Regiment of Foot （Prince of Wales's Volunteers ）を含むイギリスの部隊は、この戦いから数ヶ月後の、1858年10月8日には、ブンカゴン（英:Bunkagong）で戦うことになった。この戦いが、インド大反乱の最後の戦いであった。
反乱勢力は、ポワイ（英:Powai ）を取り囲み、近くの村から燃やし始めていった。イギリスの部隊は、早朝に進行を開始し、陽が上った時には、ブンカゴンに到着した。しかし、セポイ側のピケットが警告したことで、セポイの砲兵達が榴散弾による砲撃を開始した。イギリスの部隊は、整列の準備をさせると、セポイの騎兵勢力が、移動を開始し、ナポレオン戦争の頃の戦術である側面攻撃をイギリスの部隊に対して行なった。トーマス・シートンは、エンフィールド銃で武装した 第60歩兵連隊 と、第82歩兵連隊が、この騎兵勢力による攻撃を防ぎ、撃退したことを「From Cadet to Colonel: The Record of a Life of Active Service, 第 2 巻」にて以下のように述べている。

我々の砲兵部隊が砲撃を開始すると、敵の騎兵勢力が前進を始め、両方が我々の側面から向かってきた。すぐに彼らが、我々から700ヤードの距離に居ると、私は、第60歩兵連隊と、第82歩兵連隊に、エンフィールド銃の威力を試させた。私は、左から向かってくる大きい方の騎兵勢力を見た。左にある道を通って、我々の部隊の後部へと入り込むため、彼らは、沼の端に沿って我々に向かってきていた。彼らが、木々の隙間から見えると、第82歩兵連隊の歩兵部隊は、彼らに向かって射撃を開始した。我々は、彼らの頭や肩、馬の頭が、草原から見えた。この射撃の効果は興味深かった。騎兵勢力は、突然停止して見回し、驚いて、未知の方向から来る強力な弾丸の嵐の警告をした。騒音が鳴り、混乱によって（騎兵勢力の）列は崩れ、馬は恐怖により後ろ足で立ち始めてよろけ、騎乗している者は、倒れ始めた。私にとって、このような状況は、とても珍しかった。そして、騎兵勢力は、方向転換し、撤退した。
イギリスの部隊は、この戦いでも勝利することができ、イギリス側は2人死亡、12人負傷という損害を出しながらも、反乱勢力側に300人死亡という損害を与えることができた。

### エンフィールド銃への問題発生と、それに対する改良
エンフィールド銃は、インド大反乱で大きく活躍したが、同時に、インドの過酷な戦場や状況で、エンフィールド銃が装填不可能になってしまうという問題が発生していた。原因は、ファウリングや、砂塵、そして銃身内に起きた錆などであり、弾薬包紙に包まれた.568口径のエンフィールド弾は、銃身の口径と0.001インチほどの差しかないことから、ほぼぴったりと銃口に嵌ったため、これらの原因によってエンフィールド銃は装填がかなり困難になってしまった。
1つ目の原因であるファウリングの発生原因は、常に戦闘をしていた兵士たちが、銃を清掃できる暇がなかったことや、1857年型弾薬包に付着しているグリースを構成している一物質である獣脂が、インドでの酷暑で溶けたことにより、それを弾薬包紙が吸収してしまうという問題が発生し、グリースが潤滑剤としての役割を果たさずにファウリングを防止しなかったこと、2つ目の砂塵の原因は、空気中を舞う大量の砂が、進行中のイギリス兵士達のエンフィールド銃の銃身内に侵入してしまったこと、そして3つ目の銃身内の錆の原因は、ファウリングによって銃身内に残る黒色火薬の燃えかすが、水を吸収する性質を持つ炭酸カリウムであることから、空気中の水蒸気を取り込み、兵士のクリーニング不足からそのまま銃身を錆びさせてしまったことであった。
インド内にいたイギリスの部隊は、特に1858年の夏の酷暑でとても苦戦していた。この問題の一例として、第71歩兵連隊（英:71st （Highland） Regiment of Foot ）のコンチ（英:Konch ）での戦闘が知られている。1858年5月7日、イギリスの部隊は、コンチで戦闘を行っていた。その時の気温は46.1度であり、数日後には54.4度まで到達していた。第71歩兵連隊は、一日中戦闘を行なっていた。この時の猛暑のせいで、その隊のうちの12人が熱中症によって死亡していた。そして、上記の3つの原因などでエンフィールド銃は装填が不可能となっており、一方でセポイ達の滑腔銃は、弾丸の直径と銃身の直径にかなりの差があることから、装填が可能であった。これらの問題が発生したことによって、エンフィールド銃に対する信頼がほとんど失われつつあった。
エンフィールド銃の装填が不可能になる問題はかなり深刻で、エンフィールド銃は10-12発ほどの発砲で使い物にならなくなり、兵士は、エンフィールド銃をラムロッドを銃身内に差し込んだ状態で壁や木に打ちつけて装填しようとしていた。かつて、エンフィールド銃の弾薬包がクリミア戦争でプリチェット弾と共に失敗した時は、エンフィールド銃の投入が遅れ、かつ少数であったことから、大した問題ではなかったが、インド大反乱では、エンフィールド銃がほとんどの連隊に配備されていたため、この装填困難化の問題は、とても大惨事であった。そのため、エンフィールド銃への信頼は、軍事使用を諦めようとするレベルまで達していた。
この問題は、陸軍の評価をガタ落ちさせたが、最終的な責任は装填困難化問題の根本的原因であった1857年型エンフィールド弾薬包の製造を行なっていた王立研究所（英:Royal Arsenal）にあった。
そして、このエンフィールド銃装填困難化問題を解決するために、王立研究所の最高責任者であったエドワード・ムーニエ・ボクサー（英:Edward Mounier Boxer ） は、獣脂に比べて融点が高くて溶けにくい純粋な蜜蝋が、弾薬包の潤滑剤として使用できるかを試すための研究を開始するようになる。
獣脂は、様々な欠点が存在しており、それはとても深刻なものであった。1857年終わり頃、ヘイ大佐は、蜜蝋と獣脂を1:5の割合で構成したグリースに漬けられた弾薬包を用いた装填と発砲を観察したところ、獣脂の弾丸に対する痛烈的な効果を発見した。そしてインドにあるエンフィールド弾薬包は、装填が異常に難しくなっており、グリースは機能しなくなっていた。この問題は、インドなどの非常に熱い気候の場所によって引き起こされた可能性があり、問題の原因は、弾丸の鉛と獣脂との間で酸化が起き、それによって弾丸の周りに白色の錆が多く付着し、直径が増加してしまうことで装填が難しくなり、発生する酸性物質によってグリースが完全に破壊されてしまうことであった。
獣脂が原因でこのような問題が発生したため、純粋な蜜蝋がいかなる天候でも装填可能であるか、そしてファウリングを防げるかを試すために、ボクサーは1857年第二4半期から実験を開始した。蜜蝋は、獣脂に比べて硬いことから、蜜蝋に漬けた弾薬包は装填がキツくなってしまう。これに対するボクサーの解決策は二つあり、一つは、弾薬包の底を高温の蜜蝋に漬け、弾薬包紙に吸収させる方法で、もう一つは、弾薬包の底を通常温度の蜜蝋に漬け、その弾薬包を.582口径の高温の鉄製のリング（ゲージ）に通すことで蜜蝋を溶かし、蜜蝋による弾薬包の直径増加を減少させる方法であった。これらの方法によって装填がキツくならなくなると考えられた。実験後、ボクサーは蜜蝋を弾薬包の潤滑剤として提案した。
しかし、このボクサーの2つの解決策が上手くいくことはなかった。1857年型エンフィールド弾薬包に採用されていた蜜蝋と獣脂を5:1の割合で構成したグリースは、涼しい気候などの多くの場合において装填がとてもキツく、弾丸が自身を包む弾薬包紙を貫通してしまう現象が発生することで命中精度の低下や装填速度の低下の問題が存在していた。ヘイ大佐は、蜜蝋と獣脂を5:1の割合で構成したグリースに漬けた弾薬包に、ボクサーの2つの解決策を取り入れて試したところ、ボクサーの2つの解決策は問題を少し解決することしかできなかった。このことから、ヘイ大佐は、純粋な蜜蝋が、弾薬包の潤滑剤として上手く機能しないだろうということと、現在採用されているグリースが猛暑以外では上手く機能しないだろうということを意見した。
そのため、ヘイ大佐は獣脂と蜜蝋を4:1の割合で混ぜたグリースを提案した。ヘイ大佐はにも、純粋な蜜蝋は、弾薬包が兵士の胴乱の中で揺れたりすることで、弾薬包から取れてしまうという異議を述べ、1853年の頃に作られたエンフィールド弾薬包が、今でも良い状態であったことを何度も見かけた経験から、獣脂が引き起こす弾丸発錆問題に関しては何も言及しなかった。
このようにしてヘイ大佐とボクサーとの間では、獣脂と蜜蝋で構成されたグリースか、純粋な蜜蝋かの採用で激しい議論が繰り広げられた。両者の意見には重みがあり、ボクサーは、獣脂の欠点（弾丸に錆を起こしたり、溶けて弾薬包を濡らしてしまうことなど）を科学的に証明することができ、ヘイ大佐は、マスケトリー学校（英:Small Arms School Corps）での数年分の経験から、獣脂の必要性を証明することができた。
1858年2月9日、ヘイ大佐は、様々なグリースを用意し、実験を下士官に行わせるように指示された。複数の実験の後、1858年2月12日には、ヘイ大佐を含む実験への参加者全員は、純粋な蜜蝋が軍用弾薬包の潤滑剤として使用することが不可能になるだろうということを確認した。そして、ヘイ大佐は、蜜蝋と獣脂を1:4の割合で構成したグリースを再び強く提案した。
次に、獣脂の欠点を防ぐことと、蜜蝋が弾薬包から取れてしまう問題を防ぐことを目的として、新たな実験が開始された。実験では3つのグリースが用意され、それぞれ、蜜蝋と獣脂が5:1、2:1、1:4の割合で組み合わされていた。弾薬包から蜜蝋が取れてしまう問題を防ぎ、弾薬包をより装填しやすくするために、弾薬包は110度の温度で温められ、グリースに漬けられた後、54.4度の.582口径の鉄製ゲージに通された。射撃は、1.1度の寒い中で行われた。テスト後、蜜蝋と獣脂を5:1で構成したグリースが、寒い天気の中では、ファウリングを防ぐことと、装填を容易にすることにおいて最も良かったことが判明した。そのため蜜蝋と獣脂を5:1で構成したグリースが再び提案された。しかし、このような提案も、兵士が慎重に装填しない限り、結果は満足のいくものではなかった。そして、ヘイ大佐は、この実験の結果に反対し、拒否した。
これらのことから、弾薬包を温めたり、蜜蝋を温めたり、.582口径の鉄製ゲージを扱ったりするなどのボクサーの対策は、問題を解決することはできず、全て失敗した。しかし、ボクサーは、エンフィールド銃の装填困難化問題を解決する鍵は、蜜蝋を弾薬包の潤滑剤として扱えるように改良するのではなく、.568口径のエンフィールド弾に改良を加えることだと気づいた。
ボクサーは、エンフィールド弾の口径を、.568口径から0.018インチ縮小し、.550口径（13.97mm）にすることを提案した。この提案には、弾丸と銃身との間にある隙間を0.001インチから0.018インチまで増大することによって、純粋な蜜蝋に漬けられた弾薬包でも、装填が楽に行えるようになるという考えがあった。
しかし、この提案に対する反応は、かなり懐疑的なものだった。ヘイ大佐などの多くの軍人は、弾丸の口径を縮小すれば、銃身と弾丸との間の隙間が大きく増加し、それによってガスが漏れるなどして弾丸の威力が弱まったり、射程が減少したり、精度が低下したりするなど、様々な問題が露呈してしまうと考えた。

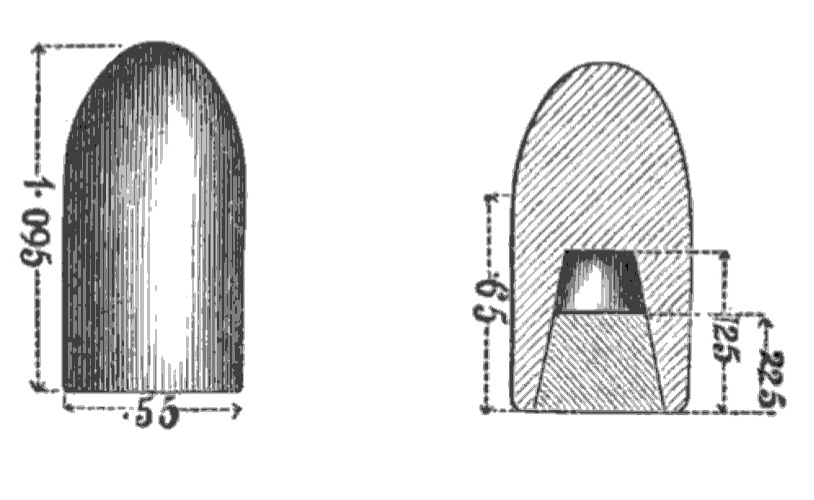
ボクサーによって開発された.550口径のエンフィールド弾のイラストと断面図。弾丸の口径収縮によって、装填がとてもしやすくなり、ファウリングをより防止することができた。

しかし、エンフィールド弾の空洞内にある木製プラグの大きな拡張によって、たとえ、口径が収縮されていたとしても、エンフィールド弾は十分に拡張してライフリングに吻合することができた。ボクサーは、.550口径のエンフィールド弾は、.568口径のエンフィールド弾と同等の精度、またはそれよりも優れた精度を出す可能性があると主張し、1858年の3月14日に、ボクサーが.550口径のエンフィールド弾を実際にテストしたところ、800ヤード先での射撃において、.550口径のエンフィールド弾は「公正な射撃」が可能であることが証明された。
1858年7月には、委員会が設立され、委員会は、.550口径のエンフィールド弾の精度と、弾丸の銃身内での移動を確認するためにテストするよう指示された。
.550口径のエンフィールド弾を装填したライフルは、逆さまにされ、揺らされ、叩きつけられたが、銃身内で移動することはなかった。.550口径のエンフィールド弾はとても装填しやすく、ラムロッドの重量だけで銃身の底まで落ち、ほんの僅かにラムロッドを押すだけでよかった。複数の発砲によって銃身が熱くなり、弾薬包の蜜蝋が溶けだすようにになると、弾丸は自身の重量だけで銃身の底まで落ちるようになった。そして、.550口径のエンフィールド弾は、.568口径のエンフィールド弾よりも多くの蜜蝋を弾薬包に保持させることができたため、より多くの蜜蝋を銃身全体に行き渡らせることができた。結果的に、明らかなファウリングの減少が得られた。
.550口径のエンフィールド弾に感銘を受けた委員会は、.550口径のエンフィールド弾の迅速な採用を熱心に提案した。.550口径のエンフィールド弾が優秀なのは明らかで、.568口径のエンフィールド弾との精度は同等で、初速はより速く、より弾道が低伸であった。そして、最悪な天候下では、ファウリングを最小限度まで抑えた。
.550口径のエンフィールド弾は、1858年7月26日にインドでの軍事使用で採用され、そして1859年2月21日はイギリス軍全体に採用された。しかし、.550口径のエンフィールド弾が委員会によって提案されても、.550口径のエンフィールド弾は物議を醸したままであった。
ヘイ少将は.550口径のエンフィールド弾を好んでおらず、採用の数ヶ月後も彼は弾丸に反対し続けた。1859年5月、ヘイ少将は.550口径のエンフィールド弾の射撃を観察し、1859年5月31日には、.550口径のエンフィールド弾は、400ヤード以降の距離で効果的でなくなることは明らかであり、そのような弾丸によってライフルの射程が制限され、戦場での効率的な働きが大幅に低下してはならないと意見を述べた。ヘイ大佐はこのようなことから、.550口径のエンフィールド弾を認めなかったのである。
ボクサーは、エンフィールド弾のプラグにも変更を加えた。1856年以降、木製プラグは湿気や乾燥によって膨張や収縮を起こさないようにするために柘植から作られていたが、柘植はとても高価であり、イラストレイテド・ニュースペーパーなどに用いられていることから需要がとても高く、輸入量が需要に追いつけずにいた。そのため、ボクサーは、プラグの材料である柘植の代わりを探していた。

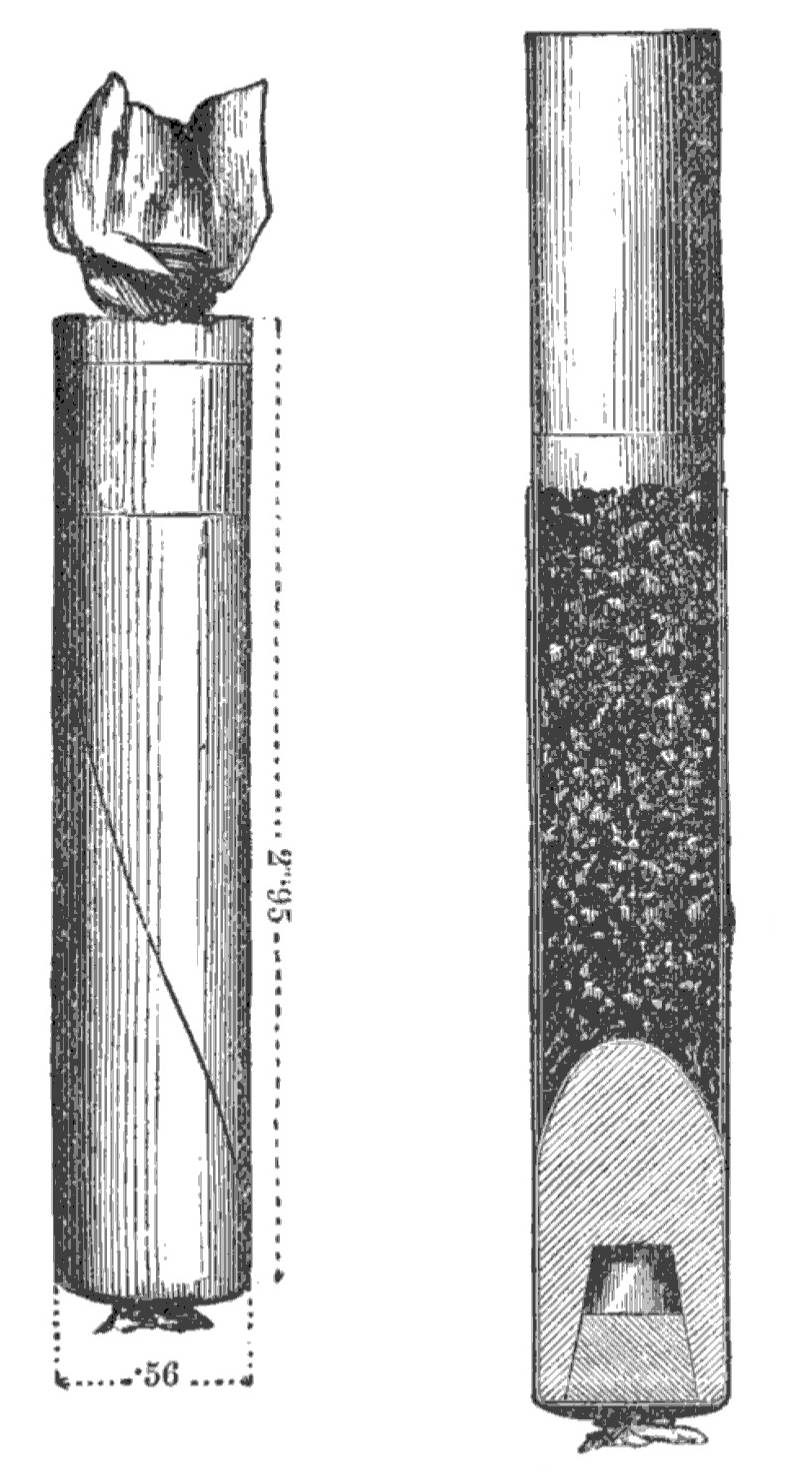
ボクサーによって提案された新型弾薬包のイラストと断面図。弾薬包の上の部分に長方形の紙がキツく巻かれている。内側の弾薬包紙を捻るようにしたことで、手で簡単に弾薬包の上部をちぎることができた。そして、長方形の紙のきつい巻き付けによって、弾薬包は丈夫であった。

そして彼は、1861年頃からプラグの材料を、柘植からセラミック粘土へと移行することを開始する。粘土製プラグを挿入した.550口径のエンフィールド弾は、温度や湿気などに影響されることは一切なく、精度の点においては木製プラグを挿入したものよりも優れていた。そうして粘土製プラグをイギリス軍全体に実験的に導入した後、1864年2月2日には粘土製プラグは正式に採用された。
1857年頃に出版、1858年頃に覆刻された新たな歩兵用マニュアルでは、エンフィールド銃の装填方法は、弾薬包の先端部分を口で噛みちぎる方法から左手で千切る方法へと変更されていたが、1857年型エンフィールド弾薬包は、内側の弾薬包紙がとても長いため、弾薬包の先端部分は2枚の紙が捻じられていた。そのため、この弾薬包は、先端部分を口で噛みちぎることは楽だったものの、手で千切ることが困難であった。そのため装填はぎこちなくなり、そして引きちぎる勢いが強すぎるせいで、弾薬包内の火薬を少し漏らしてしまった。
このような問題を解決するために、ボクサーは、弾薬包にも改良を加えた。ボクサーは、外側の弾薬包紙の全長を短くし、内側の弾薬包紙の全長は長くした。そして、長方形の細い紙を巻いて外側の弾薬包紙と内側の弾薬包紙をしっかりと固定する構造にした。これにより、内側の弾薬包紙のみしか捻られないため、手で簡単に弾薬包の先端を千切ることができた。そして全長が長くなった内側の弾薬包紙により、火薬が漏れ出すことはなく、長方形の紙のキツイ巻き付けによって、弾薬包の緩みによる分解を防いだ。
ボクサーは、この新型の弾薬包を1858年初めに提案し、1858年春にはこの提案は提出された。ヘイ大佐は、この新型弾薬包をテストし、1858年4月15日には、新型弾薬包の性能は良かったが、提案することはできないとヘイ大佐は意見した。そしてヘイ大佐は、新型弾薬包は火薬を銃口内へと流し込みにくいなどの様々な異議を唱えたが、それらは全く説得力のないものであった。
そうして、この新型弾薬包は、1859年型エンフィールド弾薬包としてイギリス軍全体に採用された。

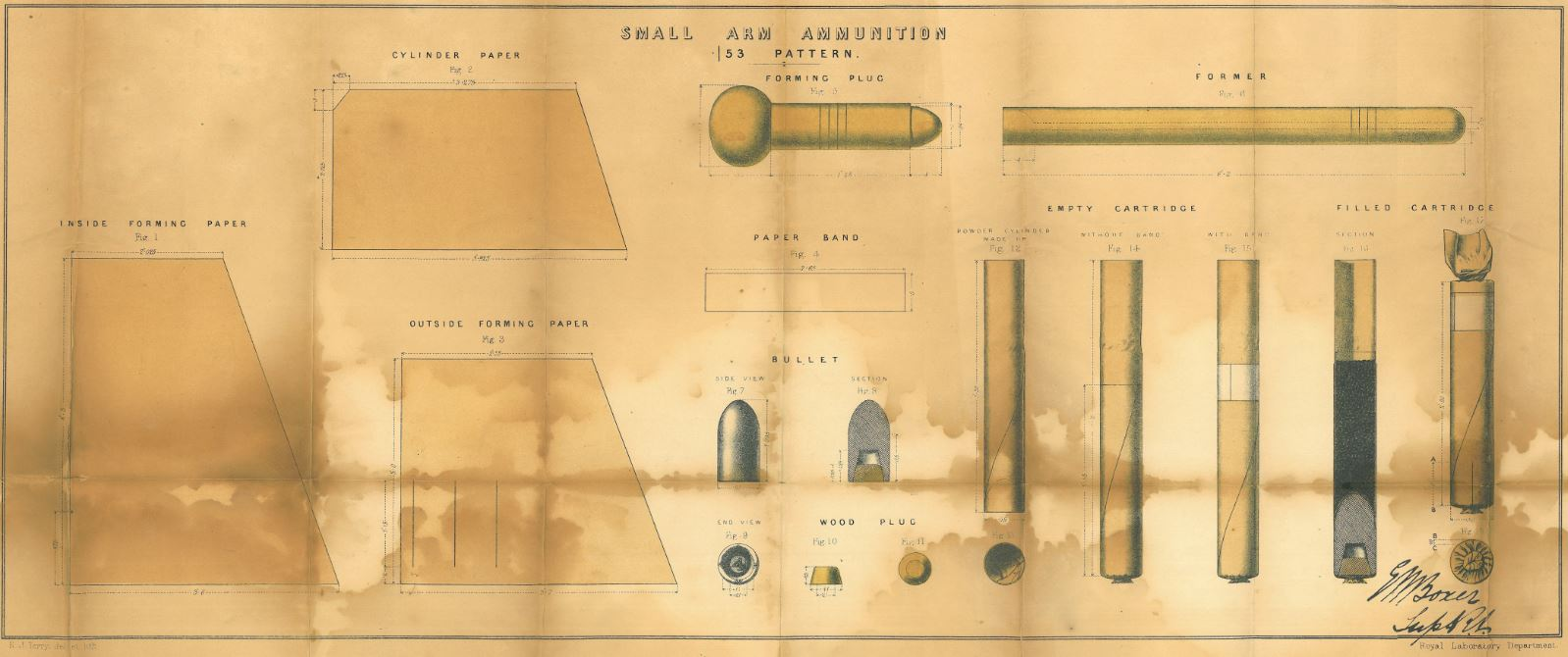
1859年型エンフィールド弾薬包を製造するために必要な四つの紙、心棒、形作プラグ、弾丸、プラグと、1859年型エンフィールド弾薬包のイラストと断面図、そして製造するための手順などが描かれたプレート。1859年型エンフィールド弾薬包には四つめの切り込みがある。

1859年10月10日には、外側の弾薬包紙に四つ目の切り込みが入れられた。これは、既に完成した弾薬包を蜜蝋に漬けた後に切り込まれ、エンフィールド弾の全長ほどの長さがあった。この4つ目の切り込みによって、弾丸が銃口を離れた際に、弾丸を巻く紙がより剥がれやすくなった。
そして、1861年11月4日に採用されたエンフィールド銃の最終モデルは、照準器の最大照準値が900ヤードから1000ヤード（914メートル）まで延長された。

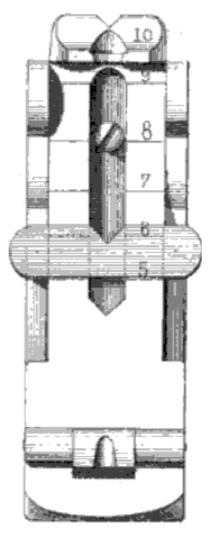
エンフィールド銃の照準器のイラスト。照準器は1000ヤードまで調整できるようになった。

### 南北戦争でのエンフィールド銃と弾薬包の使用
エンフィールド銃は、南北戦争で多量に投入され、南部北部問わずして使用された。北部では主力兵器であったスプリングフィールド銃（M1855、61、63）に次いで使用され、その性能の高さが評価された。南部では主力兵器として用いられた。本項では、エンフィールド弾薬包を多く使用し、採用を行おうとした南部に関して解説する。
1861年4月12日に、南軍が合衆国のサムター要塞を砲撃して戦端が開かれ（サムター要塞の戦い）、南北戦争が勃発した。1861年頃、南軍はたったの15000丁のライフルしか所持しておらず、それらの僅かがM1855ライフルマスケットであった。そして南部には大量の小火器弾薬を製造できる兵器廠もなかった。このことから、南部は武器や弾薬を入手できる相手としてイギリスを見つけ、早速購入を開始する。
南部の初めてのエンフィールド弾薬包の購入契約は、1861年8月6日であったとされており、イギリスの商業火薬メーカーのカーティス&ハーヴェイ（英:Curtis&Harvey）と契約を結んでいる。この契約で、.568口径のエンフィールド弾を内蔵した弾薬包を20万個輸入したが、これはカーティス&ハーヴェイが製造したものではなく、同じくイギリスの商業実包メーカーのエリーブラザーズ（英:Eley Brothers）によって製造されたものであった。
このエリーブラザーズ製のエンフィールド銃の弾薬包は、イギリス軍で使用されている1859年型エンフィールド弾薬包と全く同じものであり、唯一の違いは、外側の弾薬包紙にELEY BROS. LONDONとエンボス加工が施されていたことであった。
弾丸は、圧縮製造（英:Swaging）されており、弾丸空洞の上底部分には、弾丸の口径がスタンプされていた。これらの弾薬包の購入によって、サウスカロライナ州の部隊や、多くの南軍義勇兵連隊は、エンフィールド銃と、とても高品質な英国製の弾薬包を装備することができた。
1862年4月6日から7日までに起こったシャイローの戦いで、多くのイギリス製エンフィールド弾薬包が使用された。ほとんどの南軍兵士は、旧式の滑腔銃で武装していたが、いくつかの連隊はエンフィールド銃で武装していた。この戦いでは、エリーブラザーズによって製造された弾薬包とは別のそれが南軍によって使用された。
それを発見したのは、北軍の軍人であったウィリアム・シャーマンで、彼はこの戦いで2回負傷しつつも、 師団を指揮して北軍の敗走の被害を抑えた。彼は、戦いが終わった後、戦場を歩き回っている時に、紙でできた円筒が無数に散らばっていたことを発見する。これは、エンフィールド弾薬包の破り捨てられた部分であった。そして、この円筒には、長方形の紙が巻かれており、紙には、イー.&エー.ラドロー,バーミンガム（E. & A. LUDLOW, BIRMINGHAM）とスタンプされていた。南軍は、イギリスのバーミンガムにある商業実包メーカーであるイー&エー.ラドロー（英:E. & A. LUDLOW）によって製造されたエンフィールド弾薬包も使用していたのだ。これら2社のメーカーによって製造された.55口径、及び.568口径のエンフィールド弾と、エンフィールド弾薬包が、南北戦争を通して使用された。
南北戦争の戦いで、南軍によって使用されたエンフィールド銃弾薬包の、装填のしやすさや、ファウリングを防ぐなどといったアドバンテージは、南軍の軍人たちに知れ渡るようになった。それらの軍人たちは、エンフィールド銃弾薬包の利点を高く評価し、採用するべきだと要求した。エンフィールド弾薬包の利点を評価した軍人の例として、テネシー陸軍（英:Army of Tennessee）の一師団の兵器下士官であるチャールズ・センプル（英:Charles Semple）大尉の手紙の一部分が存在している。

この師団では、上記の理由（ファウリング）によって銃器が詰まって使用できなくなった19の例があった。私が英国弾薬包（いくつかは私が所持している）を配備した全ての状況において、そのような結果が私に報告されることはなかった。そして、私が兵器下士官であった18ヶ月間の体験の中で、一つの例も聞いたことがない。

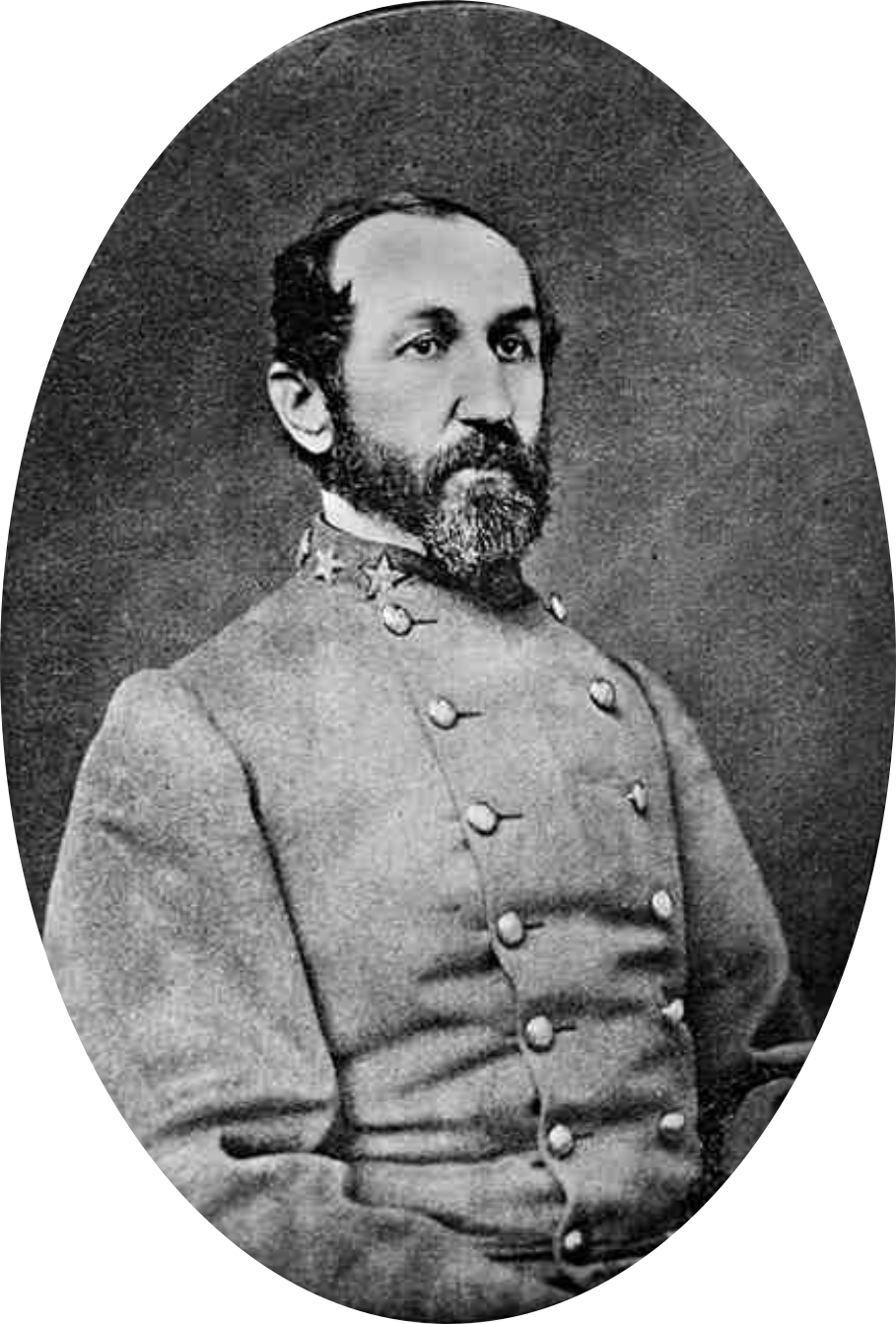
ジョシア・ゴーガス大佐（英:Josiah Gorgas）

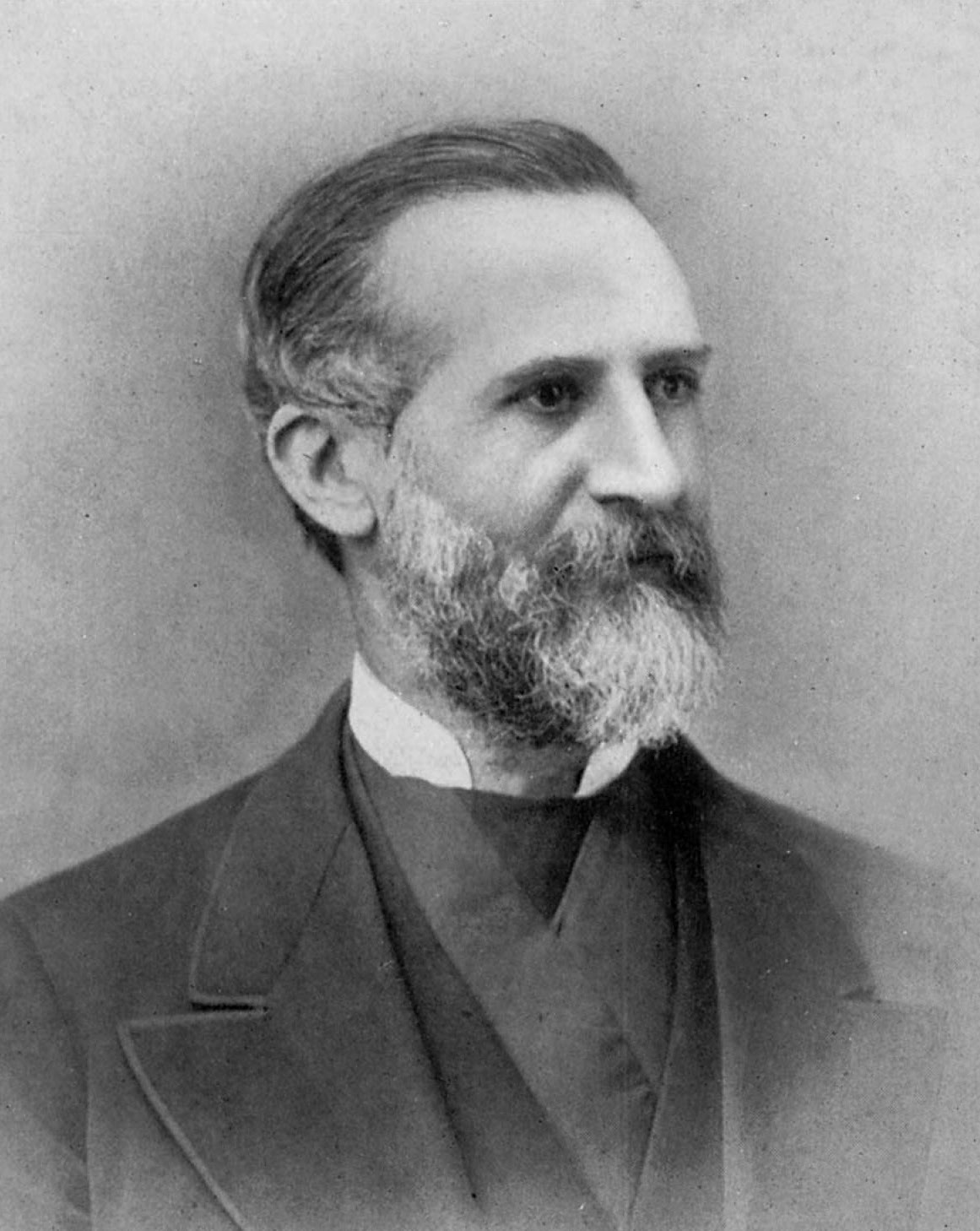
ジョン・マレット大尉（英:John Mallet）

このような評価を得たエンフィールド弾薬包の採用を強く提案した軍人は二人存在しており、一人は南軍の兵器長であるジョシア・ゴーガス大佐（英:Josiah Gorgas）、もう一人は、彼のアシスタントであったジョン・マレット大尉（英:John Mallet）であった。1862年5月頃からマレットはエンフィールド弾薬包の採用を強く提案し始めた。
彼は、圧縮弾丸製造機の設計図を手に入れるために、アラバマ大学の図書館から、アーサー・ブリスコー・ホーズ（英:Arthur Briscoe Hawes）著の「ライフル弾薬（Rifle ammunition）」のコピーを盗み出した。そして圧縮弾丸製造機の設計図を入手したことをゴーガスに手紙で伝えた。
マレットは、エンフィールド弾薬包を南軍のライフルマスケットに採用するべきだとゴーガスに提案した。1862年半ば頃、南部の兵器廠は様々な種類の弾薬を製造していたが、それぞれの品質が統一されておらず、弾丸は大きすぎて銃身内に装填ができなかった。そのため、南軍の採用する弾薬をエンフィールド弾薬包のみに統一し、イギリスのように、自国で弾薬包を機械によって製造できることが望ましかった。
多くの南部の兵器廠はエンフィールド弾薬包の製造方法を知らなかったが、要請をすれば弾薬包のサンプルと詳しく書かれた説明書を入手することができた。しかし、ほとんどの南部の兵器廠は、エンフィールド弾薬包を製造することはなく、1861年から1863年まではアメリカ式弾薬包（英:U.S. cartridge）を製造した。

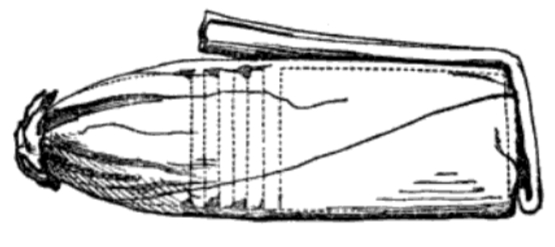
アメリカ式弾薬包のイラスト。エンフィールド弾薬包に比べて手軽に作りやすかった。

このアメリカ式弾薬包は、アメリカ初のライフルマスケットである.58口径のM1855ライフルマスケットと共に採用された弾薬包である。3枚の紙で構成されており、形状や構造はそれまでの滑腔銃用の弾薬包と同じで、弾薬包の上部分には弾丸、下部分には火薬が内蔵されていた。このような構造を持つことから、装填方法もそれまでの滑腔銃のそれとかなり同じであった。
そして、この弾薬包の使用弾丸は、「バートン弾」と呼ばれるものであり、これは、ウェストバージニア州のハーパーズフェリーにあるハーパーズフェリー兵器廠の機械工であったジェームス・ヘンリー・バートン（英:James Henry Burton）によって1854年に発明された椎の実型弾丸で、弾丸先端が尖っており、弾丸側面にはタミシエ・グルーヴが3本彫られている。

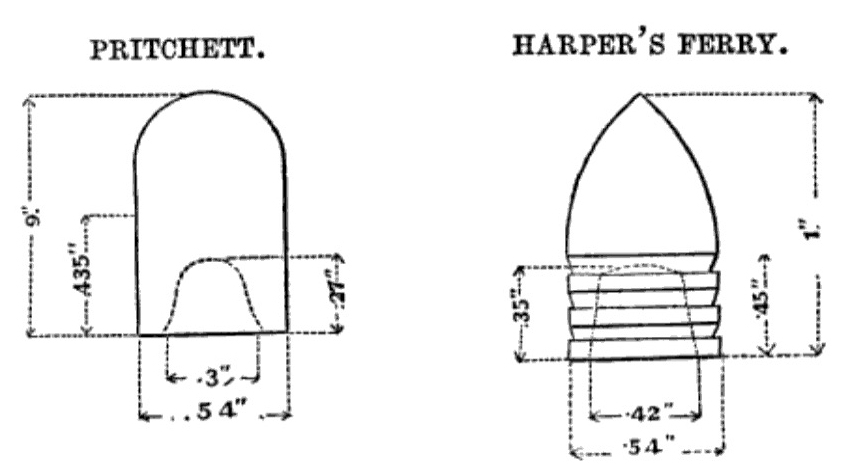
1854年10月に行われたテストで使用されたプリチェット弾とバートン弾の断面図。バートン弾は、プリチェット弾とは違ってタミシエ・グルーヴがあるため、より精度が高かった。そして、グルーヴ内にはグリースを塗り込むことができた。

この弾丸は、プリチェット弾とは違って弾丸空洞が比較的大きいが、弾丸空洞内に鉄製カップなどはなく、火薬の燃焼によって発生するガスの圧力で弾丸の裾部分が広がるようにして拡張する。そして弾丸にはタミシエ・グルーヴが彫られているため、 弾丸の重量中心より後部の空気抵抗が増加し、矢羽やバドミントンのシャトルコックと同様の理由で、安定性が増すことになった。このため、飛翔中の弾丸は安定し、本来の弾道から逸脱しにくくなり、有効性も大幅に増加した。そして、このタミシエ・グルーヴにはグリースを塗り込むことができるため、紙に包まず裸の状態で装填しても、銃身にしっかりとグリースを塗り、ファウリングを防ぐことができた。
1854年10月に行われたプリチェット弾とのテストでは、バートン弾は、プリチェット弾と共にグリースを塗った裸の状態で装填され、射撃された。プリチェット弾はタミシエ・グルーヴが彫られておらず、グリースを直接塗った状態では、装填時に銃口にキツく嵌ったことから、銃口に嵌めた際にはグリースが剥がれ落ち、銃身内に塗られず、発砲時にはファウリングを防ぐことができなかった。そのため発砲するたびに命中精度は低下し、装填が難しくなった。

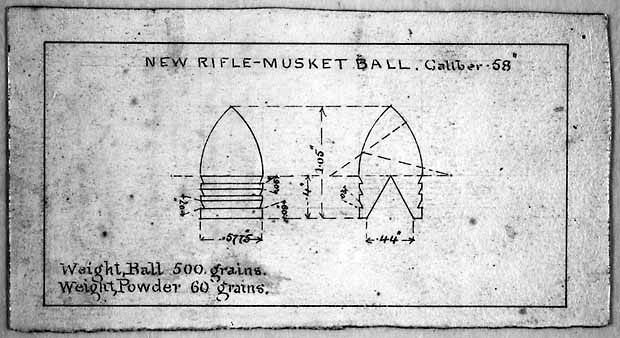
M1855ライフルマスケットと共にアメリカ軍に採用された.5775口径のバートン弾。

一方で、バートン弾はタミシエ・グルーヴがあるために、より多くのグリースを保持することができ、銃口に嵌めた際にもグリースは剥がれずに銃身内に塗られ、発砲時にはファウリングを防ぐことができた。そのため、精度の高さや、装填のしやすさは、プリチェット弾のそれより明らかに優れていた。そのためバートン弾は.5775口径の弾丸としてM1855ライフルマスケットと共にアメリカ軍に採用された。
この「裸の状態でも、グリースが塗られてさえあれば問題なく装填できるバートン弾」によって、弾薬包は、エンフィールド弾薬包などにある「潤滑剤を保持し、装填時に銃身に塗り込む機能」を採用する必要がなかった。そのため、高い品質を問われるエンフィールド弾薬包とは違って、アメリカ式弾薬包は、品質に全く関係なく製造できるというアドバンテージを持っていた。この大きなアドバンテージが、多くの南部の兵器廠がアメリカ式弾薬包を製造した理由である。
しかし、バートン弾は発砲するたびに、完全にファウリングを防ぐことができず、銃は装填の容易さと精度の高さを維持することができなかった。多くの手紙やレポートには、ライフルマスケットの装填が困難になり、兵士たちが木や石を使ってラムロッドを打ちつけて装填しようとしていたことに関する苦情が、北部または南部の下士官が述べられていた。
そして、バートン弾は.577口径のエンフィールド銃に装填できなかったため、1862年ごろには、多くの北部の兵器廠がバートン弾の直径を.5775口径から.574口径へと収縮した。この収縮によって、バートン弾はエンフィールド銃とスプリングフィールド銃のどちらにも装填できるようになったが、.58口径のスプリングフィールド銃に装填して発砲した際には、拡張してもライフリングに吻合することができず、それによって急速にファウリングを起こし、精度が低下した。このように、バートン弾にはさまざまな問題が発生していた。
ジョージア州メイコンにある研究所では、ホーズ著の「ライフル弾薬（Rifle ammunition）」の説明と図から圧縮弾丸製造機を作ろうとしていたが、上手くいっていなかったため、マレットはゴーガスにイギリスからアンダーソン弾丸製造機を購入するべきだと提案した。そして1863年7月23日には圧縮弾丸製造機を注文した。
この時、南部の兵器廠は、劣悪な鋳型や、不注意な鋳造、不正確な測定などで弾丸やエンフィールド弾薬包を高い品質で保持して連続して生産することが困難であり、これらの弾薬によって兵士の装填が不可能になった報告がされていた。そのためゴーガスはこれらの問題を解決した。
しかし、エンフィールド弾薬包を製造するにはまだ問題があり、南部は、上質なホワイトペーパーを一貫して供給することができなかった。この問題によって、南軍エンフィールド弾薬包の採用が脱線した。そのため、ゴーガスはイギリスから24インチ×195/8のサイズのホワイトペーパー2000連（1000000枚）を購入した。
しかし、時間が経つにつれ、弾薬包紙の問題は悪化していった。1863年4月に、マレットはいくつかの兵器廠で製造された弾薬包を確認し、紙の品質が良くないことを発見した。1863年夏頃の南部の兵器廠は鉛と火薬はあったが、品質の良い紙がなかった。そして、この頃には北軍による海上封鎖がより強固になっていたため、外国から紙を輸入することも困難であった。そして何とも運の悪いことに、1863年4月、5月頃には、南部のサウスカロライナ州にある2つの主力製紙工場が火災でなくなってしまった。これが南部にとって大きな打撃となり、同時にマレットとゴーガスによるエンフィールド弾薬包採用計画にも大きな支障をきたした。このような問題が起きても、弾薬包紙をイギリスから購入してエンフィールド弾薬包の製造は続き、1863年から1864年にかけてエンフィールド弾薬包の製造量は増加した。
しかし問題は解決されておらず、弾薬包紙の品質は劣悪で、分厚く粗かった。そのため、.568口径のエンフィールド弾などは紙巻きにすると口径が.577口径より大きくなって、装填ができなかったり、弾薬包の結合部分が弱く壊れてしまったりした。
この問題の解決策として、エンフィールド弾の口径の収縮があったが、この解決方法は、劣悪な弾薬包紙でエンフィールド弾薬包を製造する場合のみに有効であり、南部は、木製プラグを製造する機器などがなかったため、厚さなどの品質の問題ない弾薬包紙で作った場合だと、弾薬包の口径が小さすぎて、木製プラグのないエンフィールド弾は、拡張が小さくてライフリングに吻合できず、精度低下とファウリングを起こしてしまうというデメリットがあった。
しかし、1862年8月の南部の兵器廠及び兵器研究所で順守される規則には、エンフィールド銃やスプリングフィールド銃で使用される弾丸の「適切な直径」が.562口径であることが確立された。この直径は妥協点であり、劣悪な弾薬包紙で包まれた時には装填できる可能性があり、品質の問題ない弾薬包紙で包まれた際にも、弾丸は十分に拡張してライフリングに吻合した。1863年頃には、いくつかの南部の兵器廠の弾丸は、.562口径へと標準化された。これによって、1863年6月から10月にかけての間に製造されたエンフィールド弾薬包の品質がかなり向上した。
南部で作られた弾薬包には様々な型が存在しており、初期の頃は、ホーズ著の「ライフル弾薬（Rifle ammunition）」に記されていた説明を元に製造していたが、いくつかの南部の兵器廠は、エンフィールド弾薬包を製造するための指導や、紙などの資材が不足していたため、この型に沿って弾薬包を作る必要はないと考え、エンフィールド弾薬包を、折り畳んだり、挟むなどして製造したり、エンフィールド弾をペーパーパッチなしでアメリカ式弾薬包に内蔵したりした。
しかし、1863年後半から1864年初頭にかけて、エンフィールド弾薬包の標準化が行われた。マレットは、かつて1863年に注文したアンダーソン圧縮弾丸製造機で製造するエンフィールド弾の断面図のスケッチをイギリスへと送った。このエンフィールド弾は、.562口径（14.27mm）で、全長が1.055インチ（26.8mm）、重量は530グレイン（約34グラム）であった。そして、木製プラグ製造機も注文された。
1863年12月には、マレットは1859年型エンフィールド弾薬包のプレートをボクサーから受け取り、南部の全ての兵器廠にこのプレートのコピーを与えた。1859年型エンフィールド弾薬包の製造を開始したことで、南部の弾薬の品質は大きく向上し、イギリスで作られたものと違いが全くないほどよくできていた。
そして、ゴーガスは、南部の全ての兵器廠にエンフィールド弾薬包を採用するように伝えた。1864年3月7日、マレットはエンフィールド弾薬包は完璧に採用されたことをゴーガスに報告した。しかし、ゴーガスは、1864年3月19日、マレットには秘密で、南部の全ての兵器廠エンフィールド弾薬包の製造を中断させた。理由としては、エンフィールド弾薬包を十分に製造できるための準備（機械の調達、紙の購入など）に大変時間をかけたことや、多くの兵器廠が製造したエンフィールド弾薬包の品質は良いものではなかったことなどが考えられているが、明確な理由は不明である。
エンフィールド弾薬包は、南北戦争で大量に使用されたものの、このゴーガスの判断によって、南部の敗北で南北戦争が終戦しても完全に採用されることはなかった。

### 後装式への変換
1864年に起きた、第二次シュレースヴィヒ=ホルシュタイン戦争で、プロイセン王国が単発ボルトアクション後装式ライフルであるドライゼ銃を使って、ライフルマスケットで武装したデンマーク軍を撃破すると、エンフィールド銃はすぐさま時代遅れとなり、イギリスは、後装式ライフルの採用を検討するようになった。
しかし、ドライゼ銃はガス漏れがとても酷かったこと、フランスの単発ボルトアクション後装式ライフルであるシャスポー銃は、わずか30発の発砲で、ボルト先端部にあるゴムリングが磨耗してしまったことや、新たにライフルを開発し製造すると、コストが大幅にかかることなどから、小火器委員会は他国が既に採用していたライフルをただコピーするという判断は取らなかった。
そのため、 1864年8月23日に、イギリスの国務長官は、「ガンメーカーなどのアイデアから最良のシステムを割り出し、それをエンフィールド銃を改造するようにして搭載する」ことを要望とし、戦争事務所は、5000ポンドの「報奨金」をかけたトライアルを開始した。このトライアルには主に二つの前提条件があり、一つは「 コストが1ポンドを超えないこと」、二つ目は、「ライフルがそれまでのものより射撃において劣っていないこと」であった。
イギリスのガンメーカー達の反応は素晴らしく、 たった1ヶ月で43丁のライフルが委員会によって受け取られ、 同年10月中旬までにはそれに加えて4丁が提出された。これらのうち、9丁がテスト用に選択され、再考のために11丁がマークされた。そして残りはまとめて拒否された。
これら8丁のライフルは、主に2種類の後装式に分類することができ、一つ目は雷管を用いて発火するパーカーションロックの後装式、2つ目は自己完結型の薬莢を使用する後装式ライフルであった。後者は雷管をニップルに着けるという動作を省き、銃の装填を速めたことから、委員会に好まれた。選択された8丁のライフルは、以下の通りである。左から、武器の名前、激発方式、そして特徴である。
| 武器                     | 撃発方式         | 特徴 |
| ------------------------ | ---------------- | --- |
| モントストーム           | 雷管撃発         | バレルとチャンバーの間のジョイントは、広い指貫型の形状であった。ボルトによって固定されたヒンジによってフロントヒンジで作動する。 |
| シェパード（b）          | 雷管撃発         | 長いハンマーによってニップルに到達する。                                                                                         |
| ウェストリー・リチャーズ | 雷管撃発         | フックを利用している。 |
| ウィルソンズ             | 雷管撃発         | 上部が開くバレルは、ボルトにプランジャーを使用している。ボルトはガス漏れを防ぐためにゴムで密封されている。                       |
| グリーンズ               | 雷管撃発         | 1863年の試験で注目された。骨盤位を安全にするために回転プランジャーを使用している。                                               |
| スナイダー               | カートリッジ撃発 | 新しいシステム。 雷管抜きで非常に簡単に変換を行える。                                                                            |
| ジョスリン               | カートリッジ撃発 | 1861年の試験で初めて注目された。蝶番が付けられたブリーチ部から空薬莢の排莢を行う。                                               |
| シェパード               | カートリッジ撃発 | 1864年の試験で初めて注目された。ブリーチロックがストックの中心にある。                                                           |

1865年2月6日にはトライアルがスタートしたが、トライアルでは不幸が続いた。7丁目のジョスリンライフル（英:Joslyn rifle）は、ニューヨークでの許可トラブルからイギリスに届くことはなく、トライアルで使われなかった。
そして、実際にイギリスに届いた7丁のライフルの内、2丁が安全に操作できずにそのまま落選した。このような不幸の連続により、このトライアルで使用されたのは5丁だけで、カートリッジ撃発を行うライフルはスナイダーだけとなった。どの武器が最も連射速度が速いか測定するために、最初のテストでは、5丁のライフルと、エンフィールド銃が100ヤード先にある中型のターゲットに20発発射された。各ライフルの装填時間は以下の通りである。
| 武器                   | 20発の射撃にかかった時間 |
| ---------------------- | ------------------------ |
| グリーン               | 2分26秒                  |
| ウィルソン             | 2分44秒                  |
| スナイダー             | 2分46秒                  |
| モントストーム         | 3分1秒                   |
| ウェストリーリチャーズ | 3分29秒                  |
| エンフィールド銃       | 6分52秒                  |

5丁のライフルは、どれも3分以内で20発を射撃することができ、エンフィールド銃の連射速度の2分の1または3分の1程度の射撃速度を持っていた。
しかし、次にライフルの精度を試したテストでは期待外れの結果が以下のようになった。
| 武器                 | 500ヤードにおける性能指数    |
| -------------------- | ---------------------------- |
| エンフィールド銃     | 1.64フィート（0.5メートル）  |
| ウェスリーリチャーズ | 1.81フィート（0.55メートル） |
| ウィルソン           | 2.10フィート（0.61メートル） |
| モントストーム       | 2.58フィート（0.79メートル） |
| グリーン             | 3.59フィート（1.09メートル） |
| スナイダー           | 5.0フィート（1.52メートル）  |

委員会にとってとても残念なことに、どのライフルもエンフィールド銃を完全に打ち負かすことができなかったのである。
しかし、スナイダーの酷い精度を改善するために、ボクサーは、スナイダーの弾薬をカバー付きの2つの真ちゅう製コイルと白紙で作られたカートリッジに変更した。この改変によってスナイダーは他のライフルを差し置いてエンフィールド銃に精度で勝るようになった。
| 武器             | 性能指数                     |
| ---------------- | ---------------------------- |
| スナイダー       | 1.06フィート（0.32メートル） |
| エンフィールド銃 | 1.57フィート（0.48メートル） |

次に委員会は、各ライフルの信頼性を測定するために、各ライフルから270発発砲し、各ライフルの不発の可能性と、どれほどの耐久性があるかを調べた。このテストでスナイダーはまたもや最低の結果を露呈してしまった。
| 武器                   | 270発を発砲した時の不発発生回数 |
| ---------------------- | ------------------------------- |
| グリーン               | 0                               |
| モントストーム         | 0                               |
| ウェストリーリチャーズ | 1                               |
| ウィルソン             | 1                               |
| エンフィールド銃       | 1                               |
| スナイダー             | 8                               |

その後の更なるテストで、スナイダーは5500発発砲され、不発を一回しか起こさなかったため、この過失は補われたが、それでも初期のテストでの結果が悪かったことや、エンフィールド銃をスナイダーのシステムに変換する際に、銃身が赤熱に上げられたために製造プロセスで損傷したことなどから、結局、トライアルに用いるライフルはモントストームとウェストリーリチャーズの二丁のみが残された。
この二丁のライフルにはそれぞれ認識可能な利点があり、ウェストリーリチャーズは、他のライフルの精度を凌ぐ高い精度があり、モントストームは既存の弾薬に加え、エンフィールド銃の弾薬も使用できることからのシステムの安価さがあった。しかし、連射速度や、信頼性など、全体の評価として見ればモントストームの方が多く優っていたため、このトライアルで勝ったのはモントストームとなり、1865年初頭には、3000丁の モントストーム銃 が注文された。

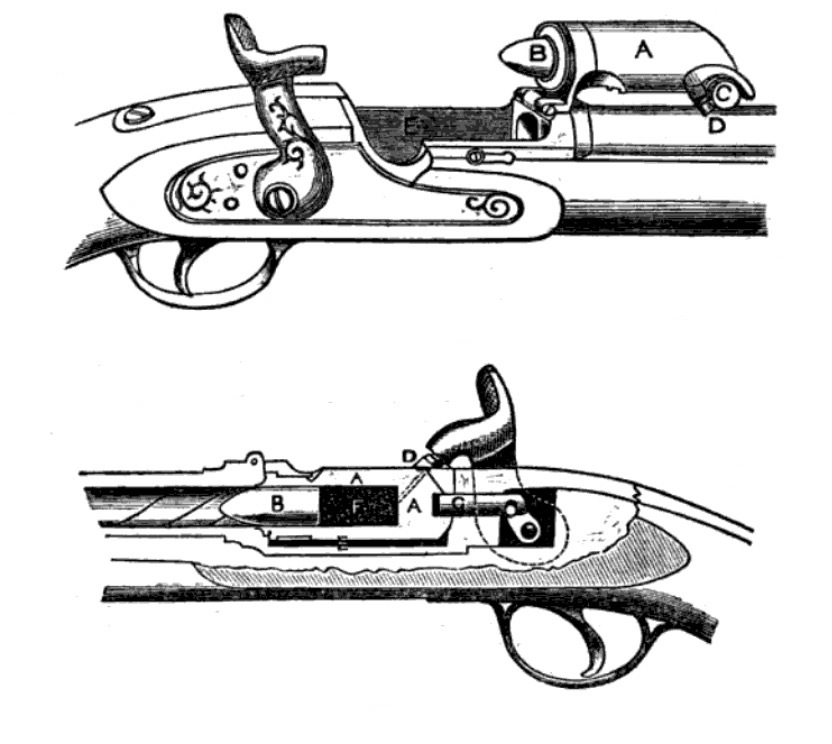
モントストーム銃 のブリーチ部のイラスト。

モントストームシステムは、エンフィールド銃に施す変換としては比較的単純で、ブリーチ部は上部で切り取られ、前部の蝶番にチャンバーが取り付けられた。装填方法は、射手の方向に面したチャンバーに弾薬を挿入し、チャンバーを射手の方向に折り畳むようにしてブリーチ部に取り付けるというものであった。モントストームの弾薬は、動物の皮膚を利用した「スキンカートリッジ」と呼ばれるとても特徴的なもので、これは雷管の激発によって発火され、焼失する可燃性の弾薬であった。
しかし、すぐにこのモントストームライフルにも多くの問題が露呈するようになった。一つ目の問題は、遊動式のチャンバーの構造と、これによって大きく変わった装填方式によって、兵士達が混乱してしまったことであった。この問題は、弾薬の装填方向を間違えるなどして不発を招く恐れがあったが、厳密な訓練を行えばこの問題は解消された。
より深刻であったのは二つ目の問題で、それは、動物の皮膚を利用するスキンカートリッジが、非常に高価で調達が困難になってしまったことだった。最初に注文された3000丁の モントストーム銃 のための弾薬の在庫が不足していたのである。
そして、モントストームライフルの激発方式である雷管激発も、大きな欠陥とみなされた。
これらの様々な問題の露呈から、委員会は、理想的には弾薬に独自の激発方式を含むライフルを望んでいたので、より良いシステムが調達されるまで、注文された3000丁の モントストーム銃 の内の2000丁が、実際に製造されることとなった。そして、スナイダーがモントストームに代わって採用されることが決定された。
スナイダーを発明したジェイコブ・スナイダー（英:Jacob Snider）は、トライアルで用いられた弾薬より優れたカートリッジを設計するために、彼は紙またはキャラコで包まれた真ちゅう製の薄いプレートを使用して頑丈なカートリッジを提供しようとしたが、金銭的な問題のために、彼は荒くて不器用なものしか作ることができなかった。

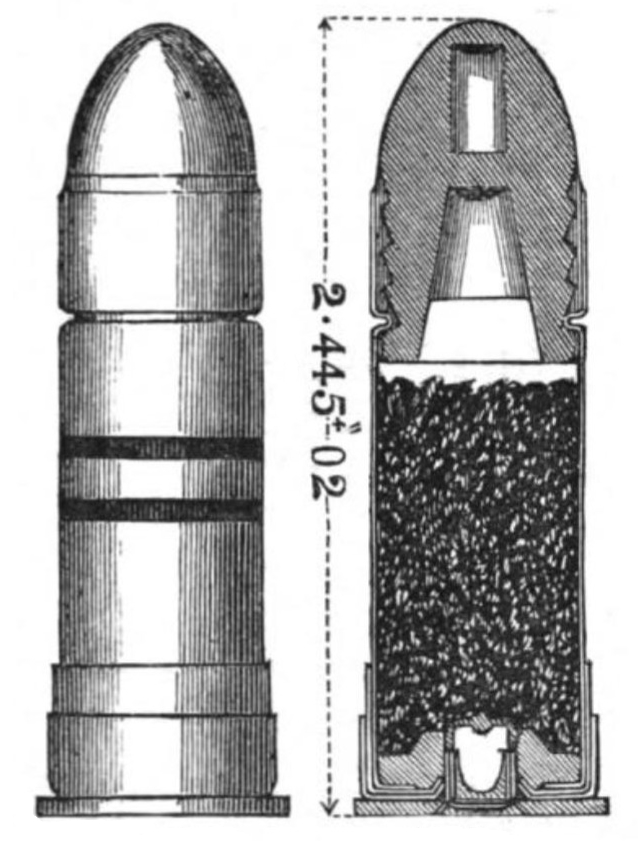
ボクサーカートリッジの断面図。弾丸の形状が大きく変更されており、タミシエ・グルーヴが付くようになった。

そのため、結局、多くの機械と資源があった戦争事務所のボクサーによって発明された「ボクサーカートリッジ」が使われた。スナイダーは再試行され、様々なテストで扱われた。このうちの銃身のストレス耐久テストでは、1000発程射撃されたが、スナイダーの精度と装填のしやすさは全く変わらなかった。

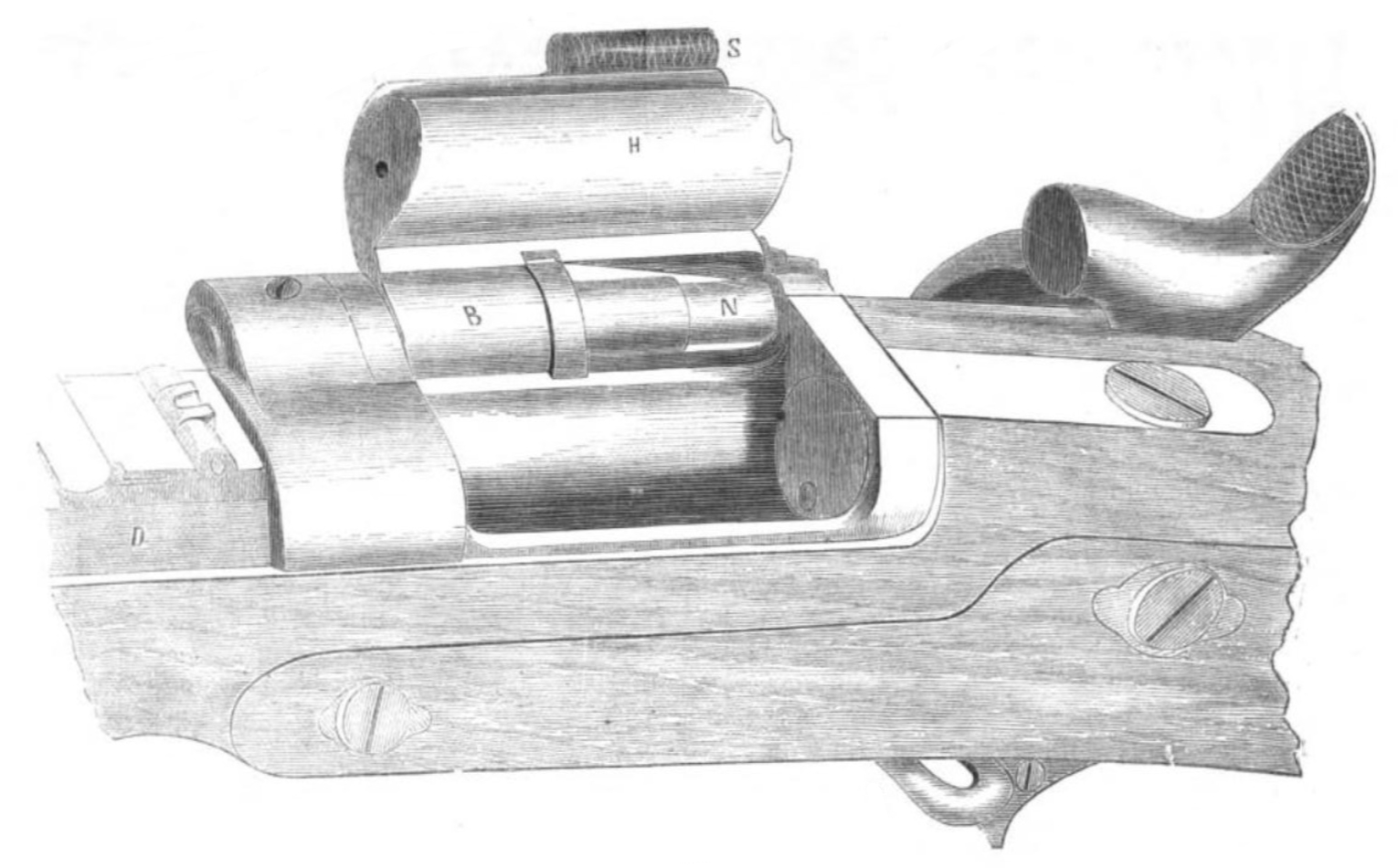
スナイドル銃のブリーチ部のイラスト。

こうして1866年5月23日、再試行のテストで良い結果を残したスナイダーは、公式に採用することを提案され、8月までにはスナイダーの注文が確立されて製造され、1866年9月18日にはスナイダーライフルは採用された。リストには、「変更1327、ライフルドマスケット、エンフィールド、パターン53はスナイダーの原理（パターン1）に基づく後装式へと変換された」とマークされた。したがって、スナイダーエンフィールドMk1が誕生し、古い前装式のエンフィールド銃の改造が開始された。

## エンフィールド銃の特色
エンフィールド銃は、椎の実型の弾丸を用いるライフルマスケットであることから、長い射程と高い精度を持つが、当時の他国のライフルやライフルマスケットの中で群を抜くというほどでもなく、肩を並べる程度のものであった。しかし、エンフィールド銃が他国のライフルマスケットで圧倒的に勝るものは二つあり、それは、共に使用されたエンフィールド弾薬包から成り立つ「装填のしやすさ」と「銃身内の清潔性の高さ」である。
エンフィールド弾薬包を用いたエンフィールド銃の装填はとても容易で、.568口径のプリチェット弾やエンフィールド弾を包んだ弾薬包は、銃身の口径と僅かな差しかないにもかかわらず、抵抗なく装填することができた。.550口径のエンフィールド弾はより装填がしやすく、弾薬包に包まれた状態でも、弾丸の直径は銃身の口径との差が大きいことから、装填に対する抵抗は.568口径の弾丸のそれよりももっと少なく、ラムロッドの重量だけで弾丸は銃身の底まで滑り落ちていった。発砲を繰り返せば、弾薬包に付着している蜜蝋が溶け、弾丸は自身の重量のみで銃身の底まで滑り落ちていった。
このように装填がしやすいエンフィールド銃の弾丸と弾薬包は、.568口径のプリチェット弾とエンフィールド弾ならば1分間に2-3発、.550口径のエンフィールド弾ならば1分間に3-4発ほど撃つことができ、他国のライフルマスケットの連射速度が、基本1分間に2〜3発であることから、エンフィールド銃の連射性が他のライフルマスケットと比較してかなり優れていることが理解できる。
もし、全員が1分間に3発発砲できる1連隊分（800人）の兵士が、エンフィールド銃と.550口径のエンフィールド弾を装備し、10分間の射撃を行えば、24000発の弾丸を射撃することができ、この発砲数は、現代の機関銃であるM249 MINIMIの30分間の射撃、M240機関銃の36分間から25分間までの発砲数と同等である。
このことから、もし何もない700ヤード四方の平地で滑腔銃兵を相手にした場合でも、滑腔銃が運用されていた当時の主力兵科である戦列歩兵の前進速度は60 m/分（イギリス式）であったため、エンフィールド銃と同等の精度となる100ヤードまでの600ヤードを進んで1回射撃するためには9分以上かかるが、エンフィールド銃はその9分の間に27回も射撃できる。
800人の兵士ならば21600発ほどの発砲数となるため、理論上では、エンフィールド銃と.550口径のエンフィールド弾を装備した一連隊ならば、相手の有効射程に入る前に滑腔銃兵20000人近くを全滅、あるいは士気低下による戦列崩壊に追い込むことができた。
エンフィールド銃は装填の容易さだけでなく、銃身の清潔性もとても高い。銃身内に装填する際と、発射して弾丸が銃身を通過していく際に機能するエンフィールド弾薬包の潤滑機能は、装填と発砲を毎回行うたびに銃身内に起こるファウリングを防ぎ、銃身内を清潔に保った。そして、エンフィールド銃の3条ライフリングは、他国のライフルマスケットに比べてライフリング本数が少なく、ねじれ率が遅いために、大量の発砲によって酷く汚れにくかった。
銃身の清潔性を保つことによって、銃の装填のしやすさや、精度、初速などの低下を防ぐことができ、効果的な射撃を維持することができた。エンフィールド銃とエンフィールド弾薬包の場合、1000発ほどの発砲をクリーニングなしで連続して行っても、銃身の清潔性はかなり保たれるため、発砲した回数分だけ、エンフィールド銃はその高い精度と初速、装填のしやすさをかなり維持することができた。それに対して他国のライフルマスケットは、弾丸に塗られた潤滑剤の不十分さなどから十数発の発砲によってファウリングを起こしたり、弾薬包の問題によって弾道性などに問題を起こしてしまったりするなどの欠点がある。このことからエンフィールド銃は、過酷な環境で頻繁に武器を酷使する軍事にとても向いている武器であると評価できる。

## 日本におけるエンフィールド銃

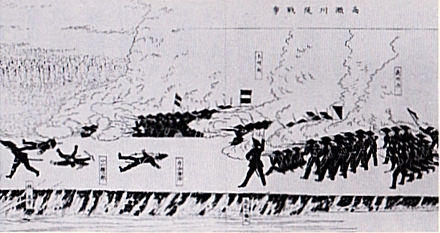
2列横隊を組み会津藩軍を迎撃する官軍の図（鳥羽・伏見の戦いより・一部）

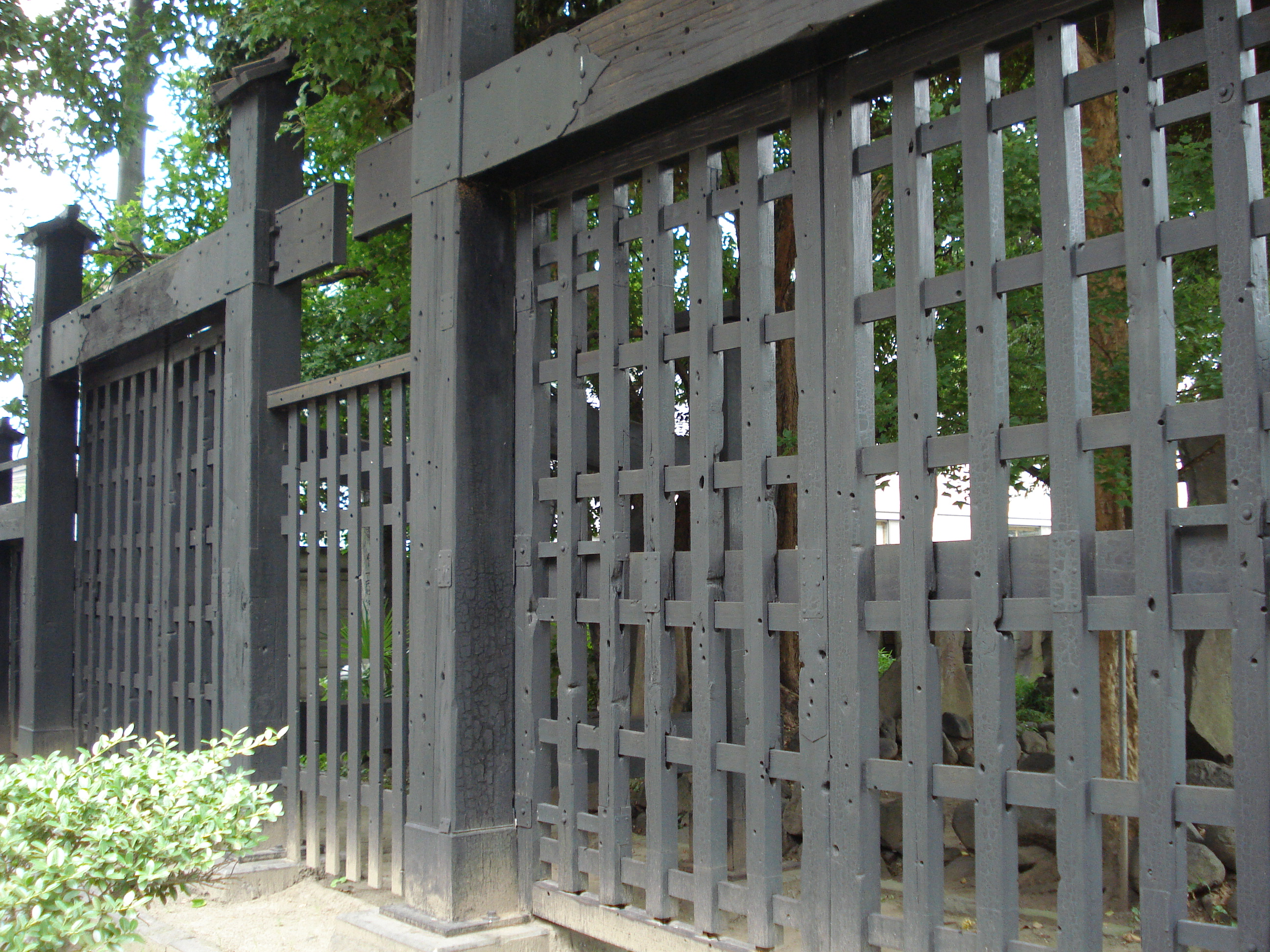
上野戦争で薩摩藩兵が投入された寛永寺黒門（後に円通寺へ移築）：無数に残る弾痕の多くが官軍のエンフィールド銃によるものである

日本で最も初期にエンフィールド銃を導入したのは薩摩藩とされ、薩英戦争後の軍制改革で4,300挺を購入したと伝えられており、輸入された当初はその弾丸の見た目や構造からミニエー銃（Minié rifle）の一種と誤解され、イギリス・ミニエーと呼ばれていた。
1865年のアメリカで、双方で300万もの兵士が戦った南北戦争が終結すると、南北両軍が使用していた大量の軍需品が民間業者に払い下げられた。これらの払い下げ品には、90万丁近くが米国に輸出されていたエンフィールド銃も含まれており、その多くは市場を求めて太平天国の乱が続いていた中国（上海・香港）へ集まった。幕末の日本にも1864年（文久3 - 4年）頃から外国商人らによって輸入され、戊辰戦争では最も広く使用された。
この頃から、フランス製のミニエー銃と区別するために“エンピール銃”・“鳥羽ミニエー”いった呼び名が付けられ、明治初期の日本陸軍でもエンピール銃の呼称が継承された。
当初エンフィールド銃は1挺あたり15両程度で購入されたが、後装式銃器の普及で急速に旧式化したエンフィールド銃の価格は、戊辰戦争の頃から暴落した。同時にスナイドル式銃尾装置によりエンフィールド銃を後装式へ改造する方法が欧米から伝えられ、国内での改造が諸藩や鉄砲鍛冶の間で流行した。
ただし、こうした改造を受けたエンフィールド銃の多くは、側方に設けられたヒンジにより機関部が右方向に開くために、タバコ入れに見立てられ莨嚢式（）の方式名が与えられたスナイドル銃とは異なり、同時期にベルギーより輸入されていたアルビニー銃などと同様に前方に設けられたヒンジにより機関部が前方向に開く方式が使用された。これは前方開放型のアルビニー式がスナイドル式の側面開放型よりも改造が容易であったからにならない。スナイドル銃と区別する意味で前開き型には活罨式（）の方式名が与えられ、より正確には前方枢軸型活罨式と呼ばれた。
新生陸軍が発足すると、その歩兵操典に後装式を用いる版が採用されたことから、陸軍の主力小銃は全て後装式に統一され、スナイドル銃（金属薬莢式）が主力小銃となり、ドライゼ銃（紙製薬莢式）が後方装備とされた。
廃藩置県後に新政府管理へ移管されたエンフィールド銃は、1874年（明治7年）頃から徐々にスナイドル銃への改造作業が始められていたが、1879年（明治10年）に西郷隆盛を首魁とする私学校徒が鹿児島の火薬庫に残されていたエンフィールド銃を強奪して決起して西南戦争が勃発する。
我が国では、エンフィールド弾とプリチェット弾の両方の存在が確認されており、西南戦争戦跡で多数出土されているが、ほかにも弾丸長が極端に短い拳銃弾と思われるものが出土している。そして、プリチェット弾の中には、弾丸後端部の裾が著しく薄いものがあり、これは、新政府軍のものと推定されている。
弾丸は、素材の鉛が手に入りにくくなると、錫も使用するようになり、ほかにも、青銅製や、鉄製の銃弾も存在した。
エンフィールド弾薬包とエンフィールド弾は、東京造兵司で製造され、西南戦争の際には使用されている。エンフィールド弾は、木製のプラグが挿入されており、直径.56インチ（14.5mm）、長さ1.1インチ（27.9mm）、重量は463グレイン（30.06グラム）であり、これは、南北戦争で南部が製造していたエンフィールド弾の基準となる.562インチの弾丸や、.568口径のエンフィールド弾などと寸法が酷似している。
弾薬包は、1859年型エンフィールド弾薬包とは違って、長方形の紙がなく、3枚の紙から構成されており、寸法は、長さ2.64インチ（67cm）、直径.57インチ（14.5mm）、火薬量は73グレイン（4.75グラム）で、弾薬包下部は蝋剤に漬けられている。弾丸底部に空洞のないエンフィールド弾を使用しているため、弾薬包下部は紐で絞められている。このことから、この弾薬包の形状は1857年型エンフィールド弾薬包のそれと酷似しているが、弾薬包上部は一枚の紙でしか捻られていないため、構造自体は、クリミア戦争で使用された初期のエンフィールド弾薬包のそれと同じである。
エンフィールド銃で武装した私学校徒らに対して政府軍はスナイドル銃を主力とする鎮台兵を派遣して戦い、連射速度の違いから西郷軍は緒戦から多くの損害を出して圧倒され、日本最後の内戦は前装式銃の時代とともに終焉した。
前装式のエンフィールド銃で戦った西郷軍の鎮圧に莫大な戦費と犠牲を費やした政府は、各地に退蔵されていたエンフィールド銃が不平士族や当時隆盛だった自由民権運動激派に強奪されて同様の反乱が発生することを恐れ、西南戦争後の1878年（明治11年）から全国各地に残されていたエンフィールド銃を集めてスナイドル銃へ改造する作業を行い、老朽化が激しく改造されずに残された物は軍の射撃訓練用として使用されつつ寿命を迎えて廃棄処分となり、民間へ払下げられる運命を辿った。
民間に払い下げられたエンフィールド銃は、雄猪や熊猟に使える強力な猟銃として長く親しまれ、現代でも地方の蔵の整理中などにエンフィールド銃の残骸が見つかることが多々ある。